# Utagawa Kuniyoshi
Utagawa Kuniyoshi  (歌川 国芳?) (Edo, 1º gennaio 1798 – Edo, 14 aprile 1861) è stato un pittore e disegnatore giapponese.

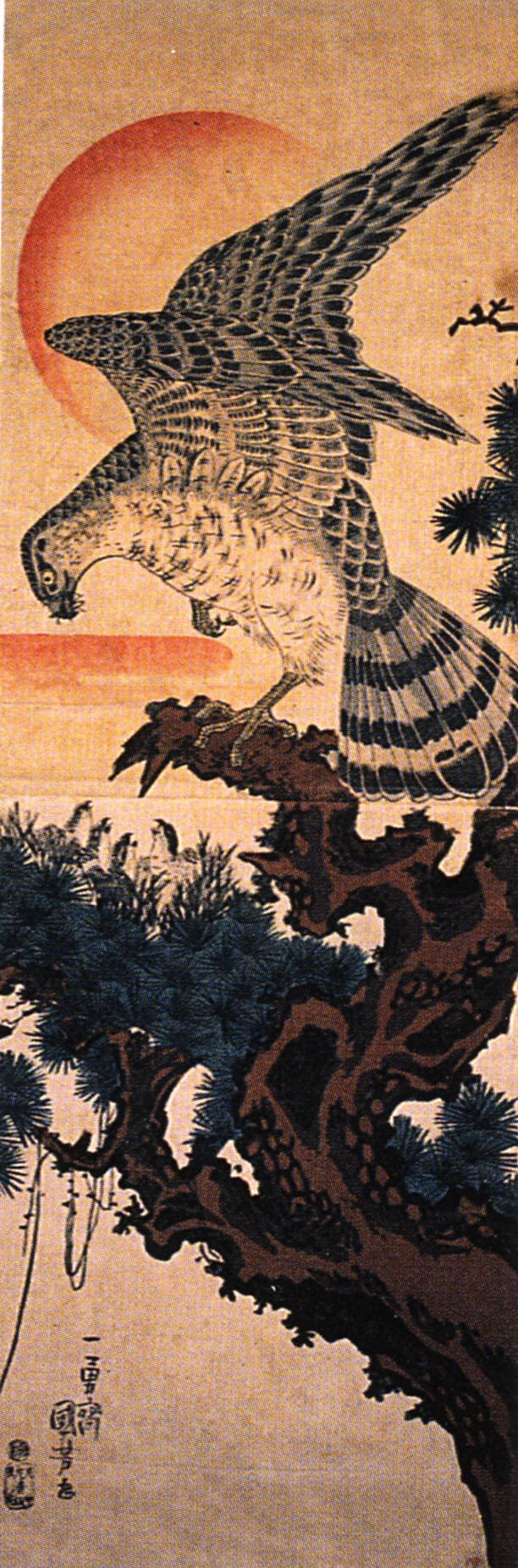
Aquila

È considerato uno degli ultimi grandi maestri della pittura e della silografia giapponese in stile ukiyo-e.
Ha studiato ed è stato insegnante in una delle più importanti scuole di stampa xilografica giapponese, la Scuola Utagawa.
La gamma dei soggetti che Kuniyoshi ha ritratto nell’arco della sua vita è molto ampia e include paesaggi, figure femminili, attori di teatro Kabuki, gatti, animali fantastici ed episodi della mitologia giapponese. È inoltre conosciuto per la vivace rappresentazione di battaglie di eroi leggendari, imprese di samurai, episodi della storia giapponese ed per le sue rappresentazioni erotiche dai colori brillanti. Elementi d'ispirazione occidentale nella sua opera sono riscontrabili nelle opere di paesaggio e nei disegni caricaturali.
L’aspetto innovativo delle sue stampe di eroi delle leggende popolari, che si differenziano da altre analoghe del tempo, consiste in una decisa accentuazione degli elementi fantastici, nelle atmosfere cupe con apparizioni spettrali, nei presagi e nella rappresentazione dei condottieri come esseri quasi sovraumani.

## Biografia
Kuniyoshi nacque il 1º gennaio 1798, figlio di un tintore di seta, Yanagiya Kichiyemon, e originariamente il suo vero nome era Yoshisaburō.
Sembra che collaborasse all’attività del padre come disegnatore di tessuti e secondo alcuni studiosi questa esperienza lo abbia influenzato soprattutto nell’uso di una ricca gamma di colori.
Fin dall’infanzia fu impressionato dalle stampe che ritraevano la figura umana, in particolare guerrieri, artigiani e comuni cittadini (così come venivano rappresentati nei manuali per artigiani), ed è possibile che questi elementi abbiano influenzato successivamente le sue stesse silografie.

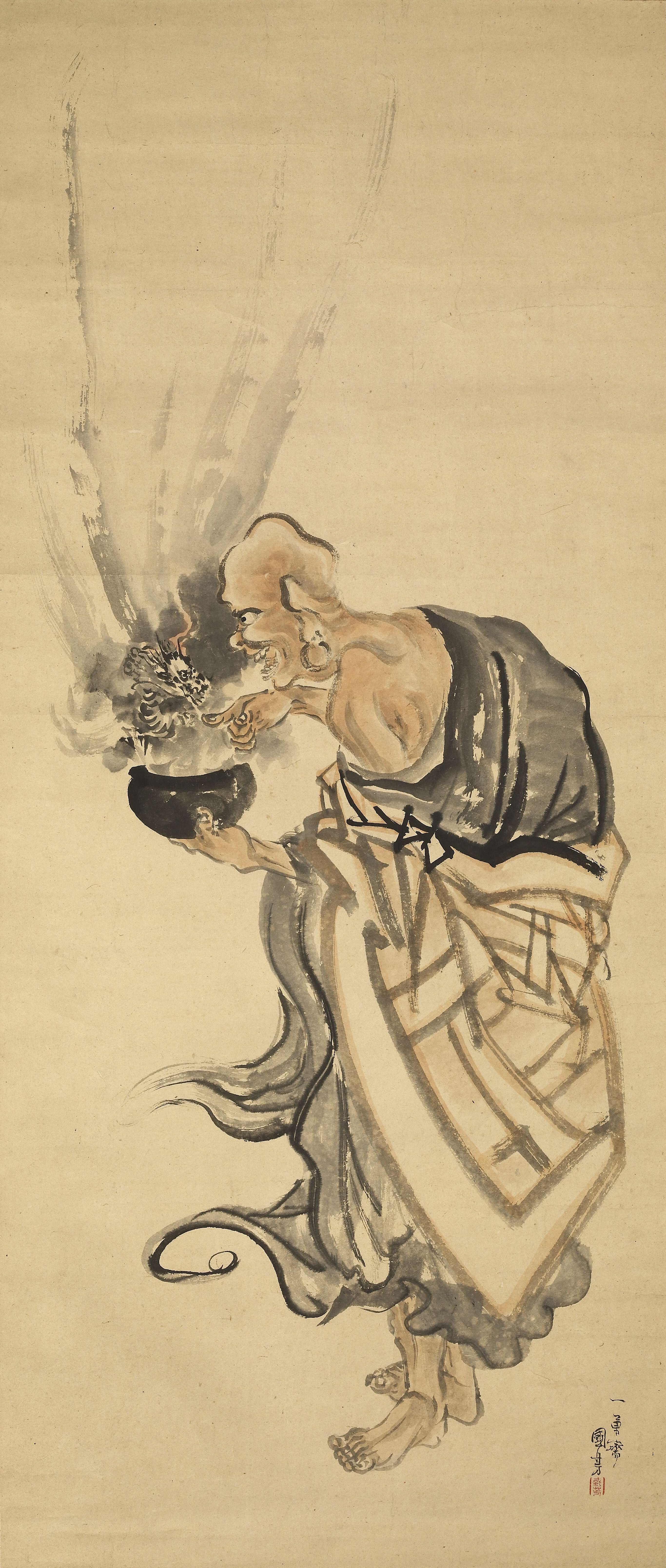
Ritratto dell’arhat Handaka (British Museum)

Già all’età di 12 anni aveva raggiunto una grande abilità nel disegno, attirando l’attenzione del famoso maestro di stampe ukiyo-e Utagawa Toyokuni.  Fu quindi ammesso ufficialmente nella bottega di Toyokuni nel 1811, diventando in breve uno dei suoi migliori allievi. Il suo apprendistato durò fino al 1814, anno in cui gli fu assegnato lo pseudonimo di "Kuniyoshi" e iniziò a lavorare come artista indipendente. Nello stesso anno realizzò il suo primo lavoro editoriale, l’illustrazione del kusazōshi gōkan Gobuji Chūshingura, una parodia dell’opera teatrale Chūshingura. Tra il 1815 and 1817 ha illustrato alcuni volumi quali yomihon, kokkeibon, gōkan e hanashibon, e realizzato stampe a colori singole di guerrieri e attori di teatro "kabuki". 
Nonostante questo promettente avvio di carriera, gli anni tra il 1818 e il 1827 non furono anni di grande attività, in parte per la mancanza di commesse da parte degli editori e in parte per la concorrenza di altri artisti dell’ambito della scuola Utagawa (Utagawa-ryū). In questi anni realizzò alcune immagini di “belle donne” ('bijin-ga'), una tipologia di stampe molto in voga al tempo; sperimentò disegni su tela di ampie dimensioni e la tecnica dell’ombreggiatura di derivazione occidentale, sebbene i suoi tentativi possano sembrare copie piuttosto che comprensione e acquisizione della tecnica. 
La sua situazione economica degenerò fino ad una condizione di grande povertà. Un miglioramento delle sue condizioni economiche è legato all’incontro con l’artista Kunisada con il quale collaborò ad alcune serie di stampe. 
Si riferiscono agli anni 20 alcuni trittici di tema guerresco-eroico che mostrano uno stile molto personale e finalmente nel 1827 ricevette la sua prima commessa di rilievo per l’esecuzione della serie “108 eroi dai detti popolari Suikoden” (Tūszoku Suikoden gōketsu hyakuhachinin no hitori), basata sul racconto popolare cinese fantastico Shuihu Zhuan. In questa serie di silografie Kuniyoshi rappresenta ciascun eroe in stampe singole, riproducendo sulle loro figure tatuaggi, una novità che subito divenne una moda a Edo. La serie Suikoden divenne rapidamente molto popolare a Edo, e la richiesta di stampe di Kuniyoshi aumentò unitamente al suo prestigio consentendogli di entrare a far parte dei circoli letterari e artistici della città. 

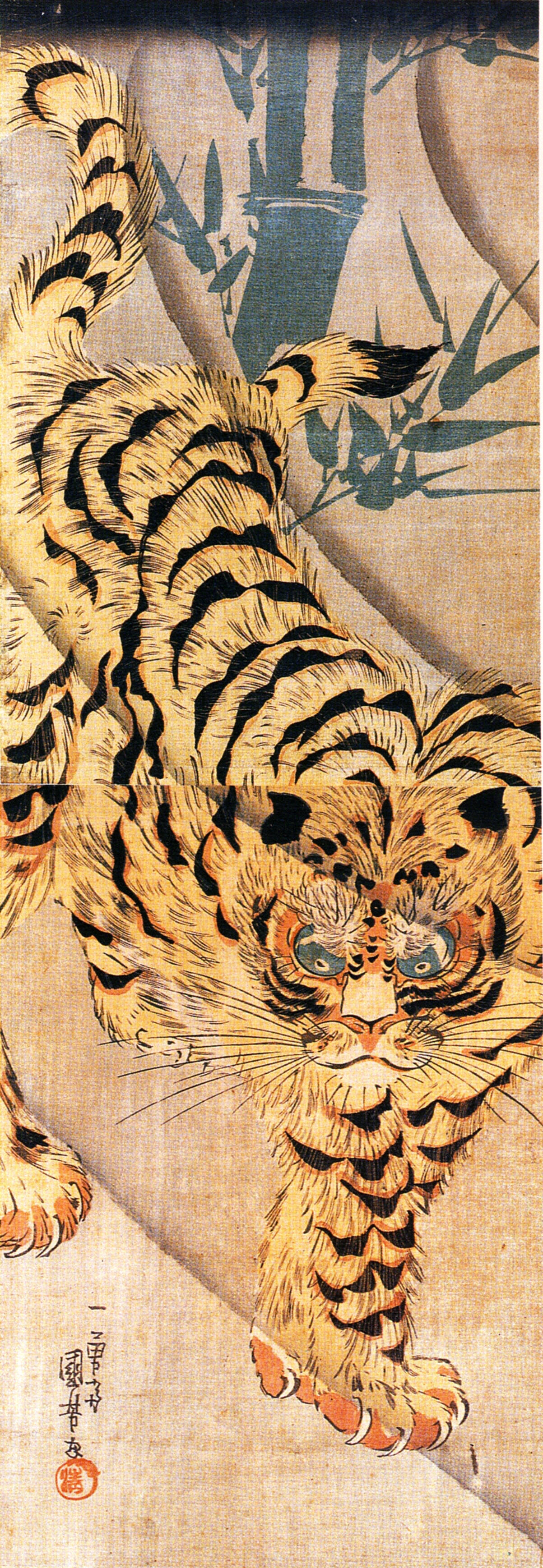
Tigre, silografia

Molte delle sue silografie di guerrieri e samurai sono ispirate a leggende e racconti di guerra noti quali La storia di Heike (Heike monogatari) e Ascesa e declino di Minamoto e Taira (Genpei Seisuiki). L’aspetto innovativo delle sue stampe di eroi delle leggende popolari che si differenziavano da altre analoghe del tempo, consisteva in una decisa accentuazione degli elementi fantastici, nelle atmosfere cupe con apparizioni spettrali, nei presagi e nella rappresentazione dei condottieri come esseri quasi sovraumani.
Questi aspetti fantastici sono presenti per esempio ne Il fantasma di Taira no Tomomori alla baia di Daimotsu (Taira Tomomori borei no zu) e nel trittico del 1839 Il ponte di Gōjō (Gōjō no bashi no zu), nei quali rappresenta con efficacia la lotta violenta tra Yoshitsune e Benkei. Questo stile narrativo incontra l’interesse del pubblico che in questi anni era orientato ai temi dell’horror e del grottesco.
A seguito della riforma governativa di Tenpō degli anni 1841–1843 che aveva lo scopo di far fronte alla crisi economica in atto anche attraverso una limitazione degli spettacoli teatrali e il controllo pubblico dello sfoggio di lusso e sfarzo, la diffusione di stampe e disegni di attori e cortigiani fu ufficialmente bandita. Questo può aver in qualche modo influenzato la produzione di stampe da parte di Kuniyoshi di illustrazioni caricaturali o comiche (giga), utilizzate per rappresentare attori e cortigiani in modo celato.  Parecchie di queste stampe criticavano in modo sottinteso e umoristico persone legate allo shogunato; per esempio una stampa del 1843 raffigurava Minamoto no Yorimitsu addormentato, aggredito da Earth Spider e i suoi demoni; questa silografia divenne popolare tra il pubblico insofferente alle nuove leggi suntuarie. 
Timothy Clark, conservatore dell’arte giapponese al British Museum, sostiene che le disposizioni repressive del tempo produssero delle conseguenze non previste dagli organi di governo; i limiti imposti dalle nuove leggi diventarono per l’artista Kuneyoshi una sfida creativa e un invito a ideare modi per veicolare e diffondere in modo allegorico la propria critica della politica dello shogunato.

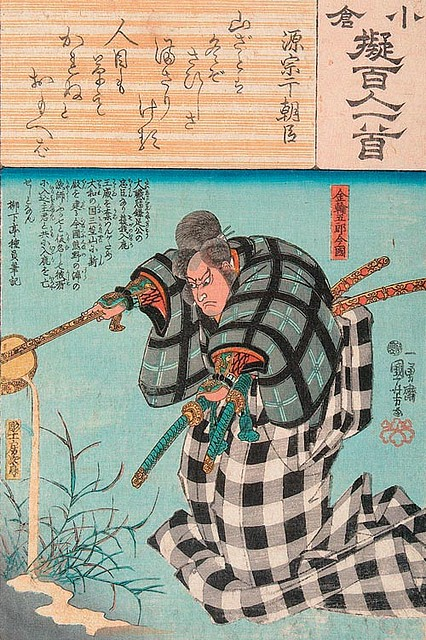
Kanama Goro Imakuni, silografia (Museo Nazionale, Varsavia)

Oltre alle stampe comiche e caricaturali, nel corso del decennio delle riforme, Kuniyoshi si dedicò alle stampe di paesaggio (fūkeiga), dove non trovavano applicazione le disposizioni di censura e rappresentavano una tipologia di crescente interesse, legata al diffondersi dei viaggi nel tardo periodo Edo. In questo ambito, Kuniyoshi eseguì la serie Famosi prodotti delle Province (Sankai meisan zukushi, c. 1828–30), nella quale si nota l’influsso dell’arte occidentale nell’utilizzo dell’ombreggiatura e della prospettiva, la serie Panorami famosi delle capitali dell’est, di qualche anno successiva, che fu influenzata dalla serie analoga che Hokusai realizzò tra il 1826 e il 1833 Trentasei vedute del Monte Fuji (Fugaku sanjūrokkei). Sempre di questo periodo sono anche lavori di sola rappresentazione naturalistica, in particolare di animali, uccelli e pesci, soggetti questi di derivazione della pittura tradizione cinese e giapponese. 
Verso la fine degli anni quaranta, Kuniyoshi ritornò alla produzione di stampe di attori di teatro Kabuki, eludendo la censura grazie al ricorso della caricatura, tra i quali il più famoso è "Scarabocchi sul muro del magazzino" (Nitakaragurakabe no mudagaki). Qui in modo creativo ha usato un testo elementare scritto in calligrafia infantile in caratteri kana sotto il viso dell’attore.  Il suo amore per i felini traspare anche nella rappresentazione di gatti che impersonificano la figura umana in stampe kabuki e in stampe di tono satirico. Nel medesimo decennio sperimentò nuove composizioni valorizzando elementi visivi per accentuare l’effetto drammatico. (es. La figlia di Masakado, la principessa Takiyasha, al vecchio palazzo Soma).
A partire dal 1856, a seguito di una forma di paralisi con conseguente limitazione al movimento degli arti, le opere di Kuniyoshi si fanno meno incisive e perdono vitalità. 
Prima della sua morte,  Kuniyoshi riuscì a testimoniare l’apertura agli stranieri del porto della città di Yokohama, e nel 1860 realizzò due opere riproducenti visitatori occidentali nella città di Yokohama:  Vista di Honchō e I quartieri del piacere, Yokohama. Morì all’età di 63 anni il 14 aprile 1861 nella sua casa di Genyadana.

## Allievi
Kuniyoshi fu un valido insegnante ed ebbe numerosi allievi che diedero continuità alla scuola Utagawa. Tra questi ebbero notorietà Yoshitoshi, Yoshitora, Yoshiiku, Yoshikazu, Yoshitsuya, and Yoshifuji.  Normalmente gli allievi di Kuniyoshi iniziavano il loro apprendistato lavorando principalmente sulla figura di condottieri e samurai, in uno stile simile a quello del maestro e divenuti artisti indipendente, molti proseguirono sviluppando un proprio stile creativo.

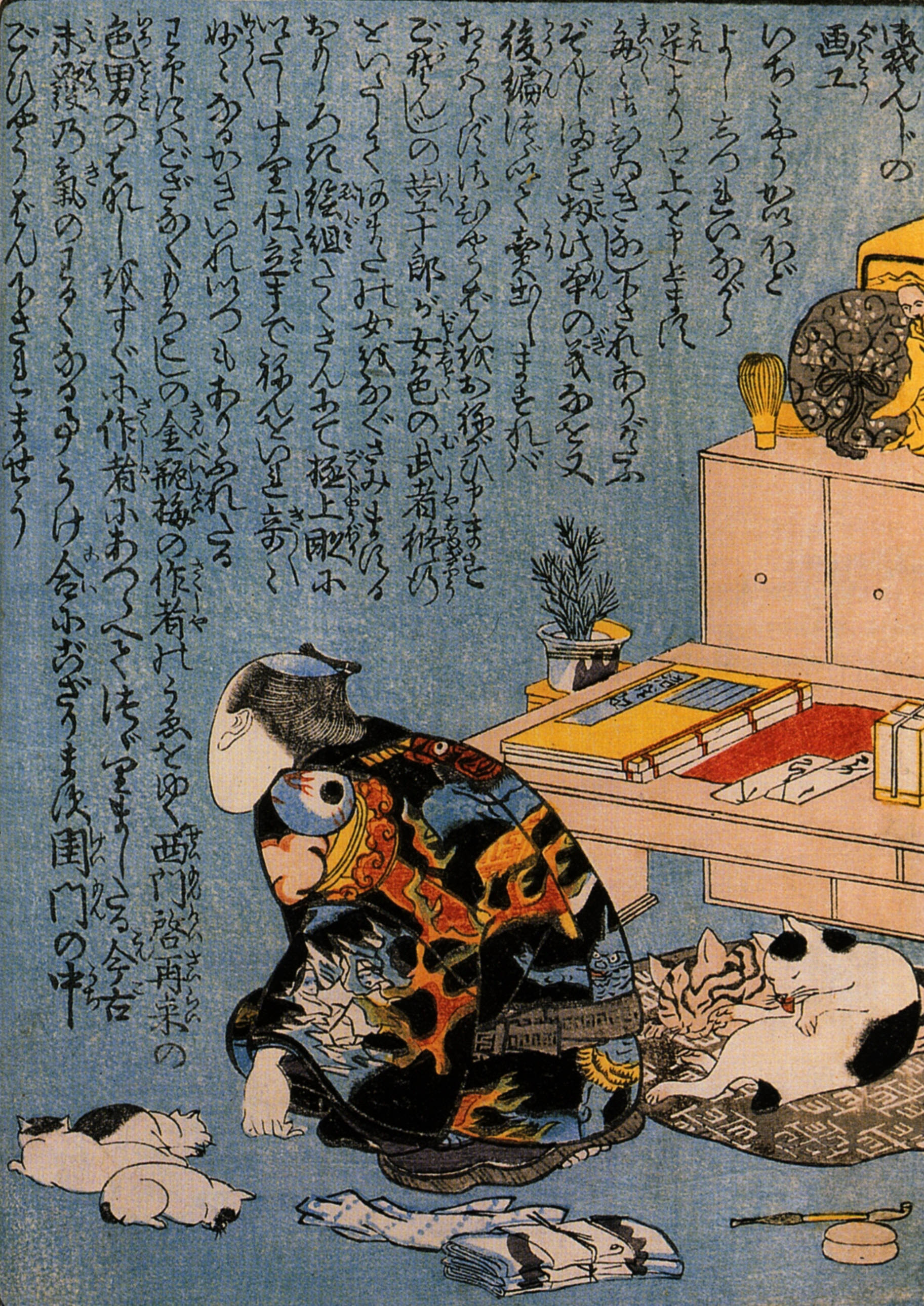
Utagawa-Kuniyoshi, Autoritratto, Shunga album, 1839.

## Stampe in serie

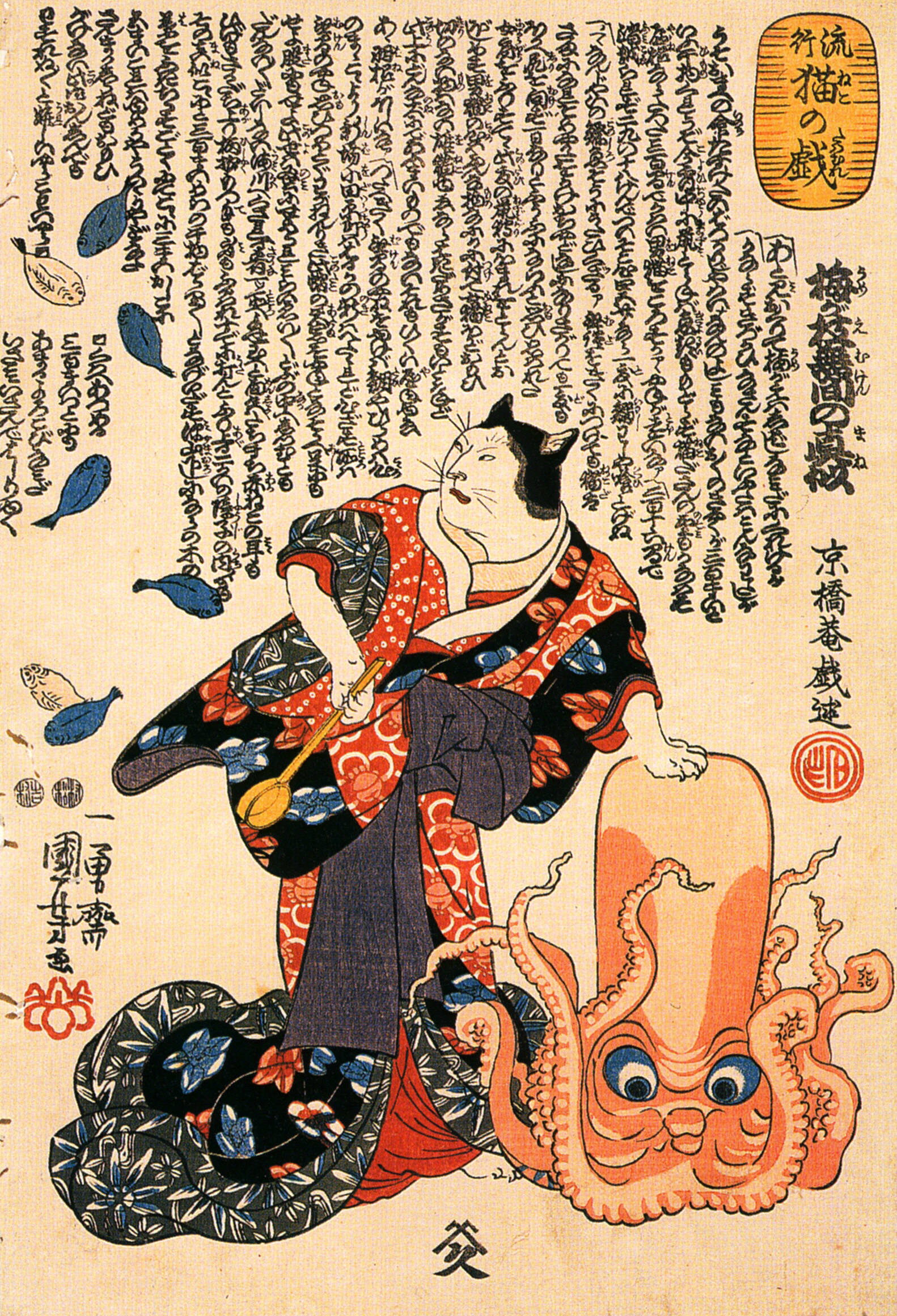
Utagawa Kuniyoshi - Variazione sul tema del Gatto travestito da fanciulla

Qui di seguito un elenco parziale delle serie di stampe: 
- Biografia illustrata in sintesi del Fondatore (c. 1831)
- Vedute famose delle capitali dell’est (c. 1834)
- Suikoden, Eroi del nostro paese (c. 1836)
- Storie di donne sagge e virtuose (c. 1841-1842)
- Cinquantatré stazioni del Tōkaidō (1843–1845) (con Hiroshige e Toyokuni III)
- Ventiquattro esempi di pietà filiale (1843–1846)
- Specchio dei ventiquattro esempi di pietà filiale (1844–1846)
- Sei fiumi cristallini (1847–1848)
- Fedeltà nella vendetta (c. 1848)
- Ventiquattro esempi cinesi di pieta filiale (c. 1848)
- Sessantanove stazioni lungo il Kisokaido (1852)
- Ritratti di Samurai di sincera lealtà (1852)
- I ventiquattro condottieri di Takeda Shingen|24 Generals of Kai Province (1853)
- Ritratti a mezzo busto di Goshaku Somegoro
- La strega Takiyasha e lo scheletro-spettro

## Galleria d'immagini

### Trittici

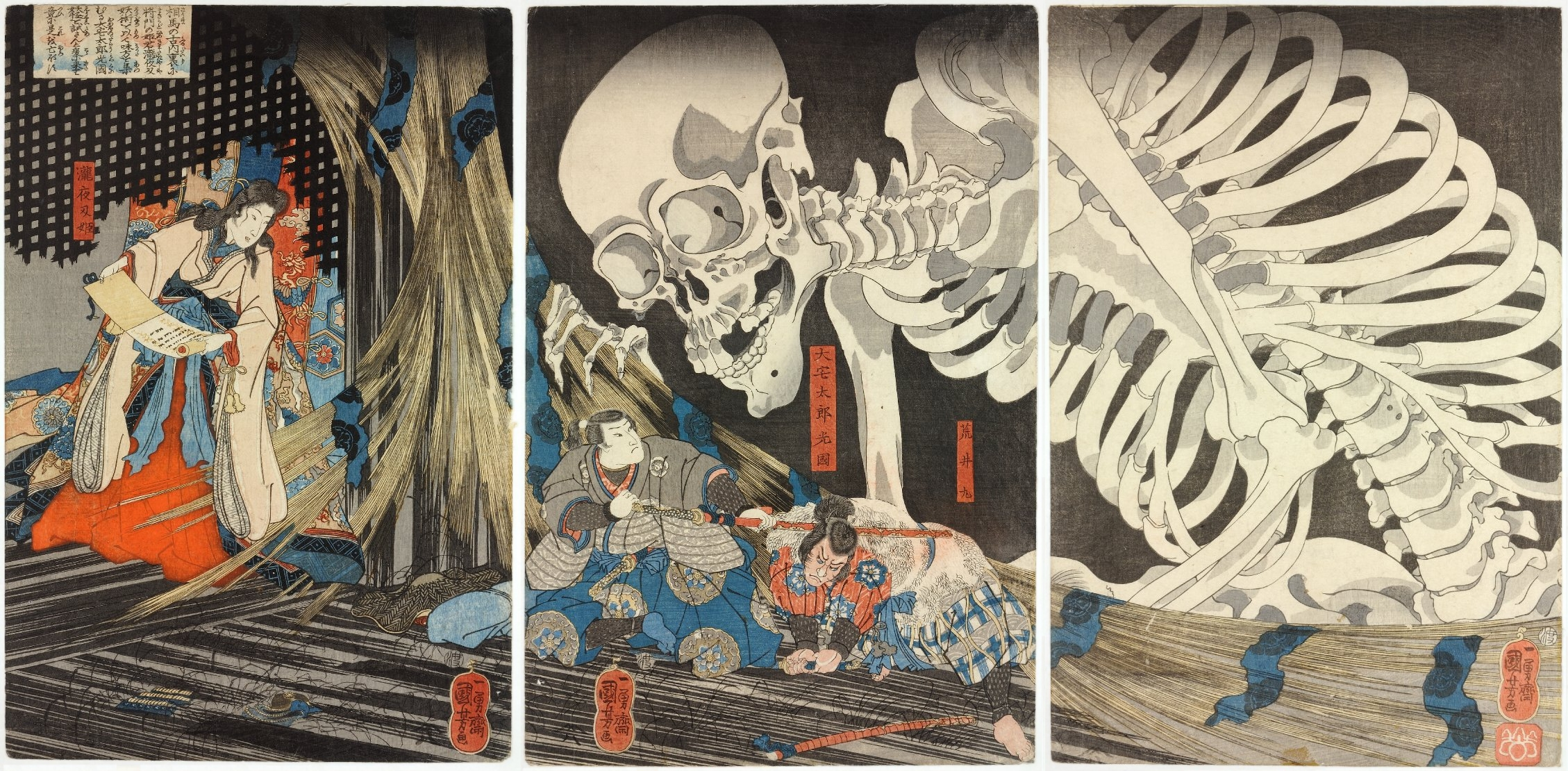
Takiyasha la strega e lo scheletro spettro
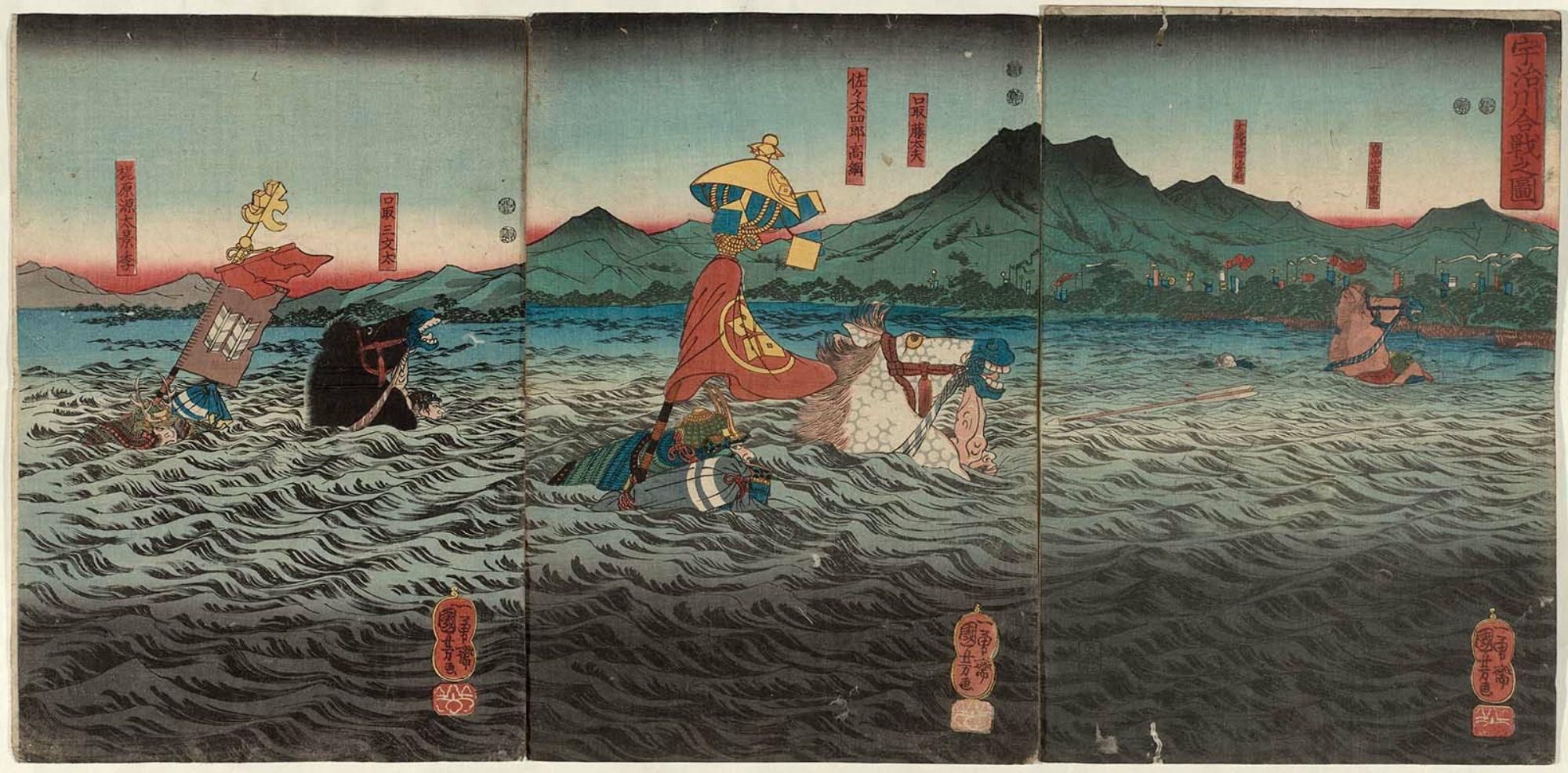
Kajiwara Kagesue, Sasaki Takatsuna, e Hatakeyama Shigetada in gara per attraversare il fiume Uji prima della battaglia durante la Guerra di Genpei

### Yoko-e, stampe in formato orizzontale o “panorama”

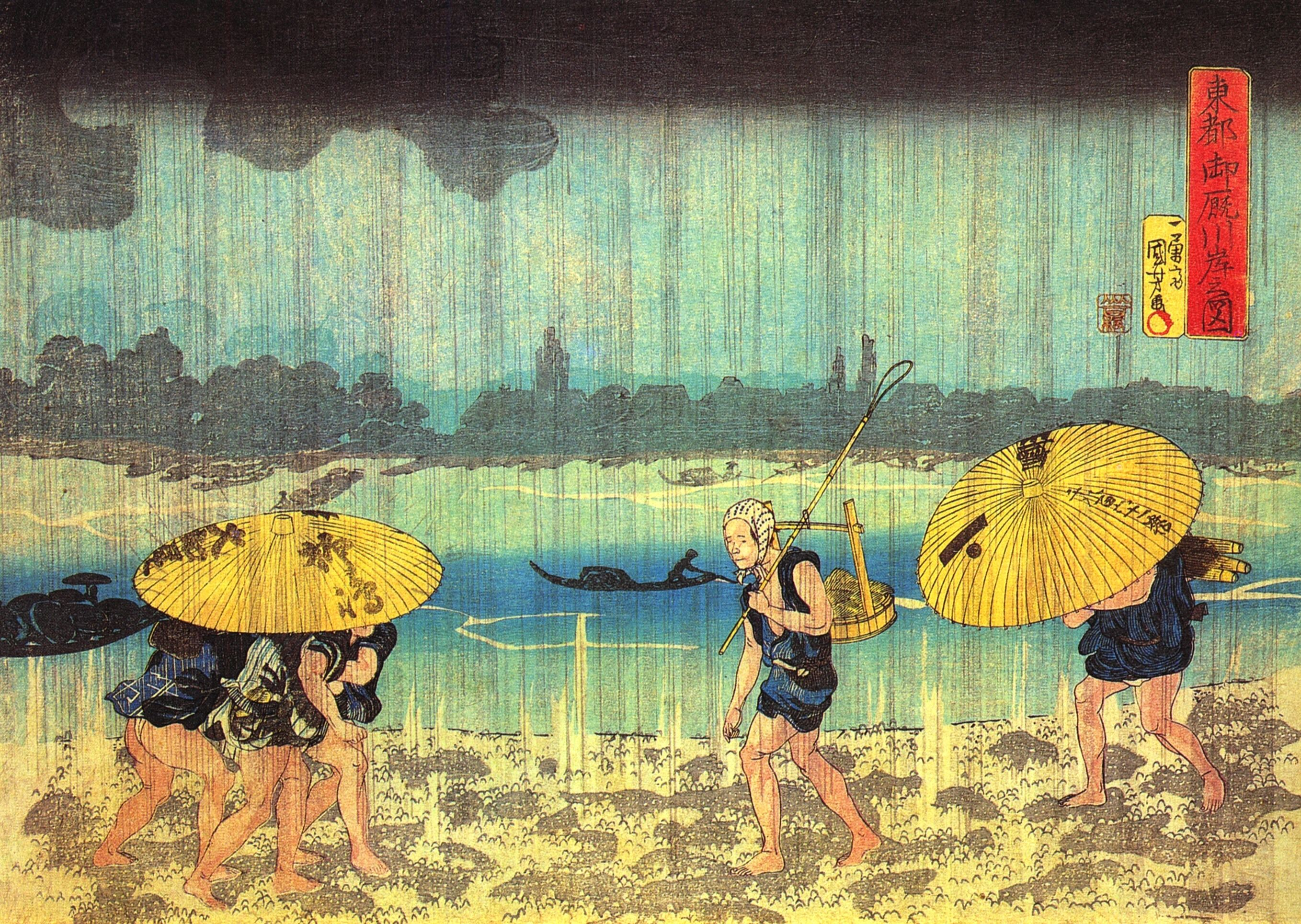
Sulla riva del fiume Sumida
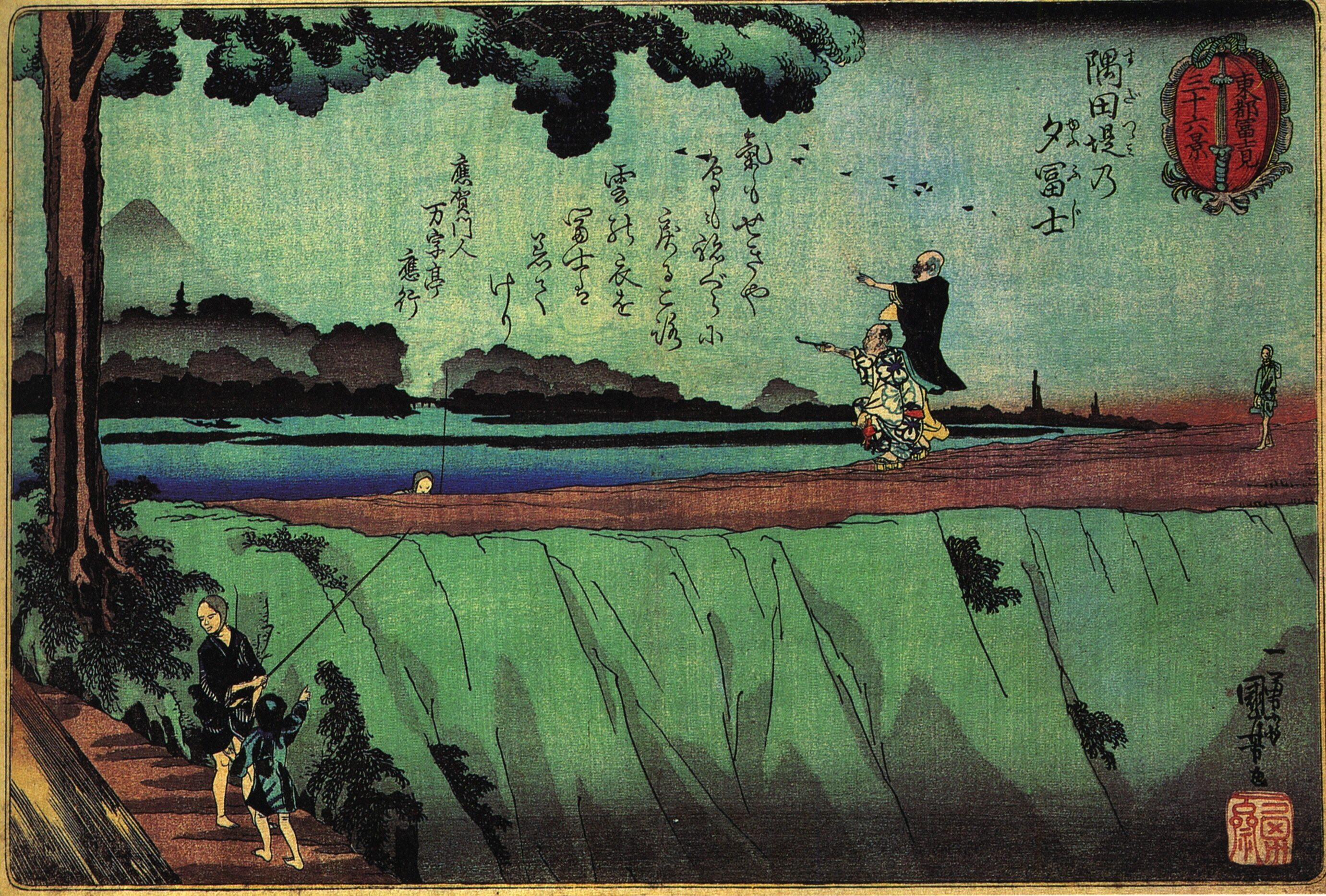
Il monte Fuji da Sumida
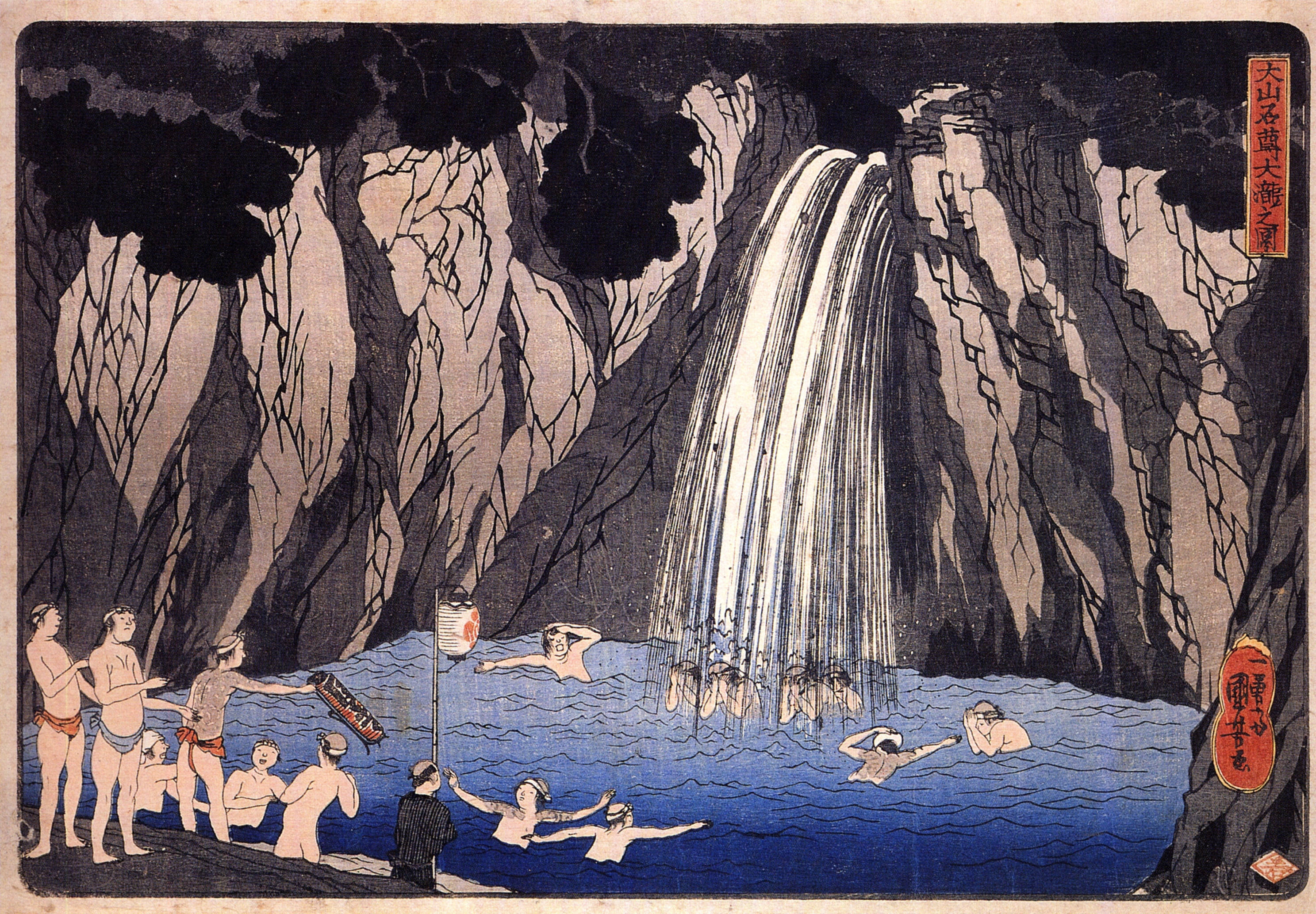
Pellegrini alla cascata

### Stampe singole

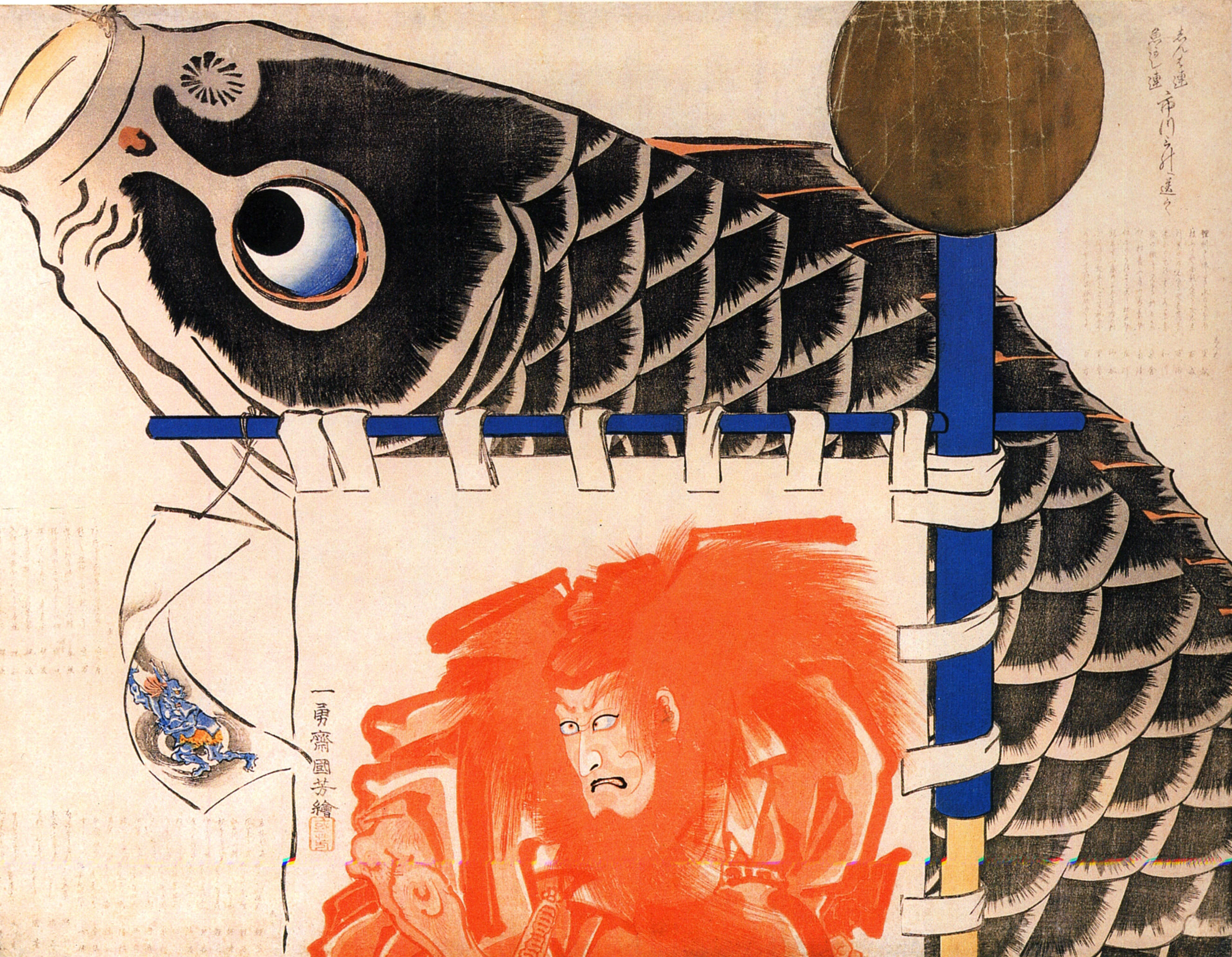
Manifesto per la feste dei bambini
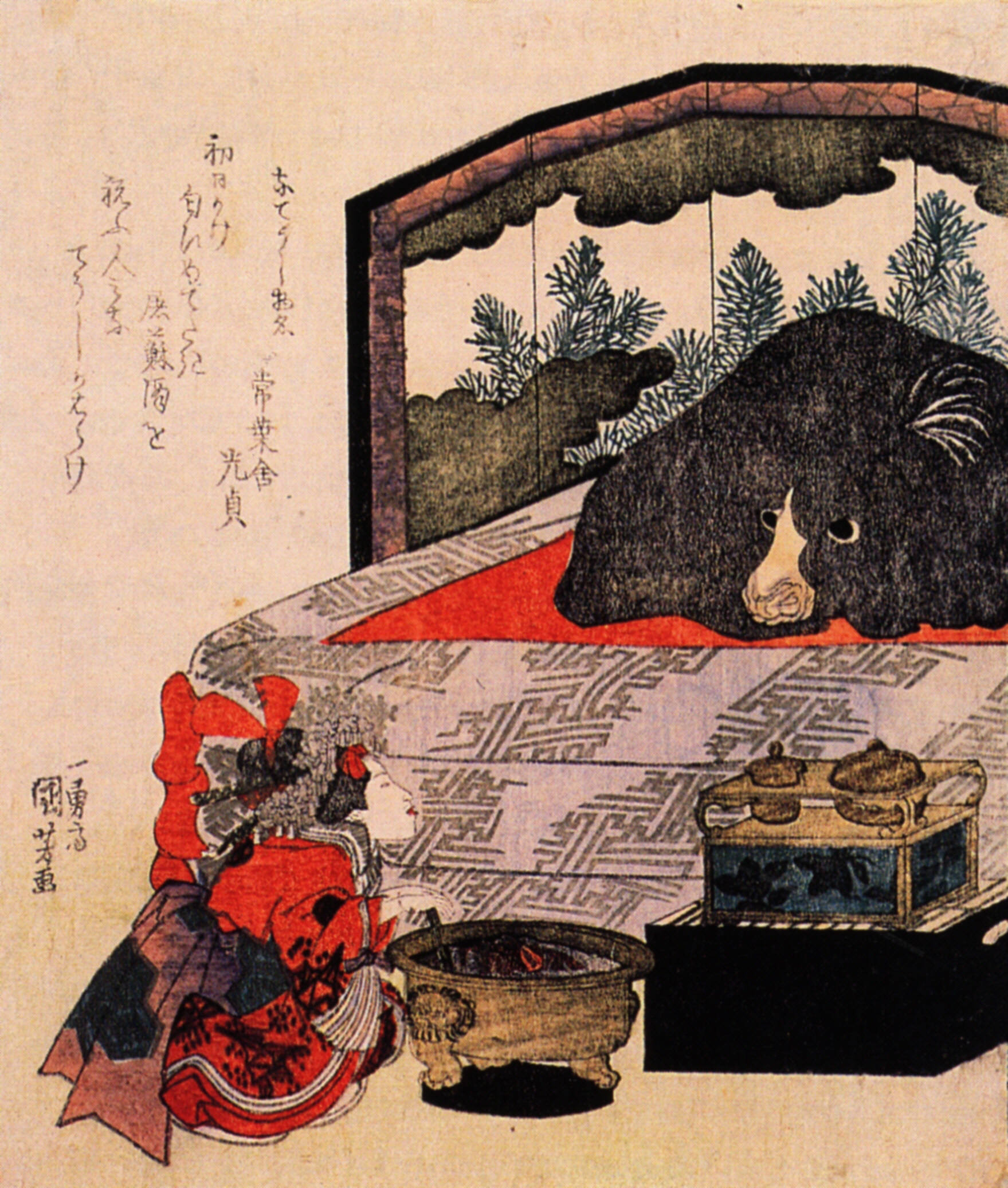
L’educazione della cortigiana
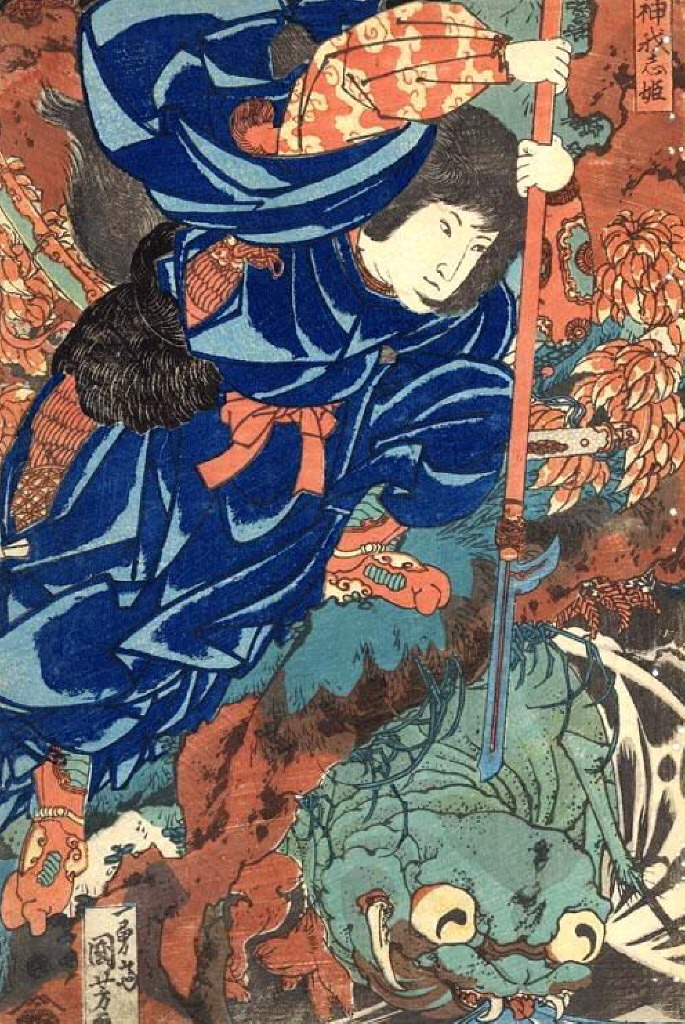
Kuniyoshi
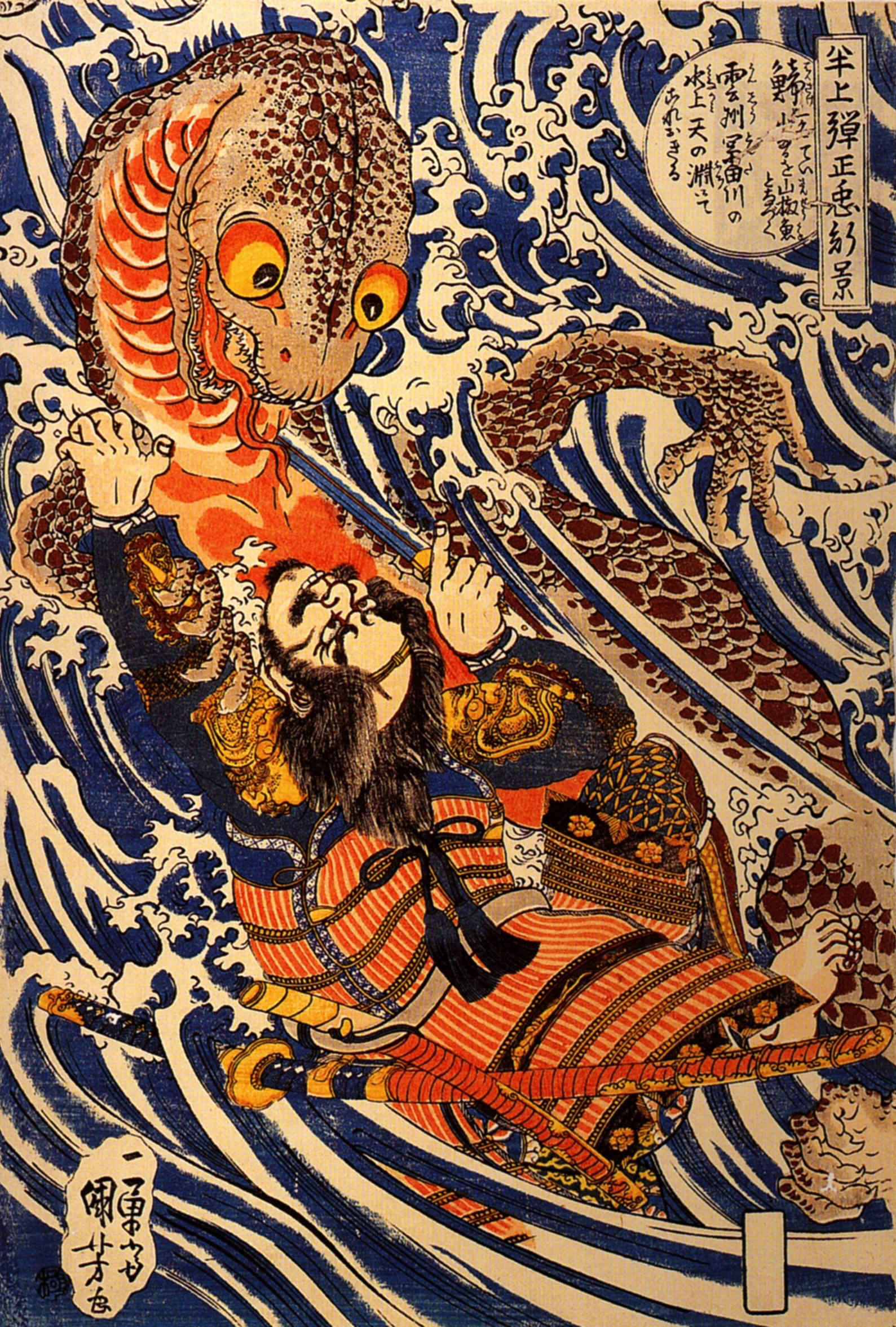
Hanagami Danjo no jo Arakage combatte una salamandra gigante
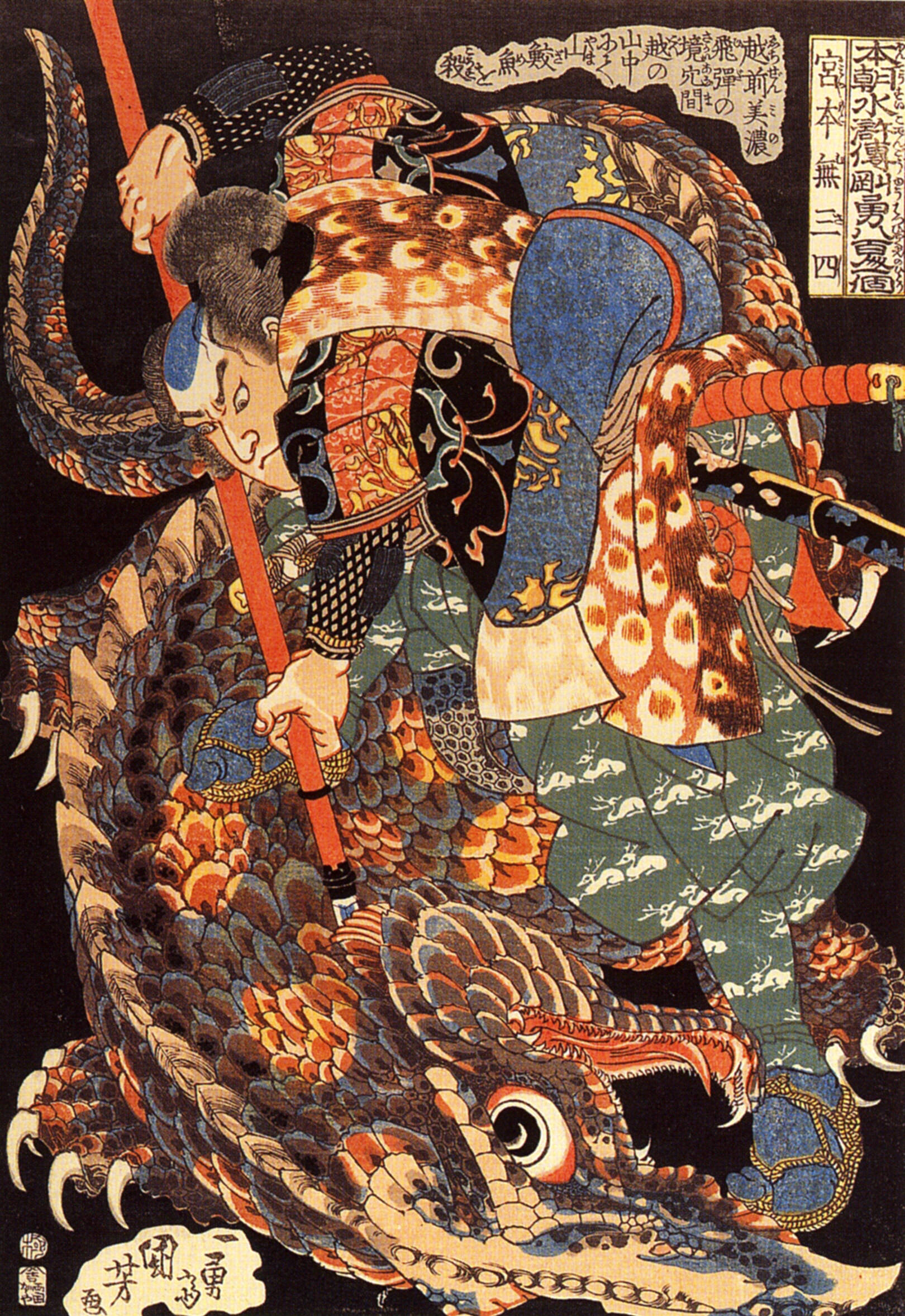
Miyamoto Musashi[8] uccide una lucertola gigante
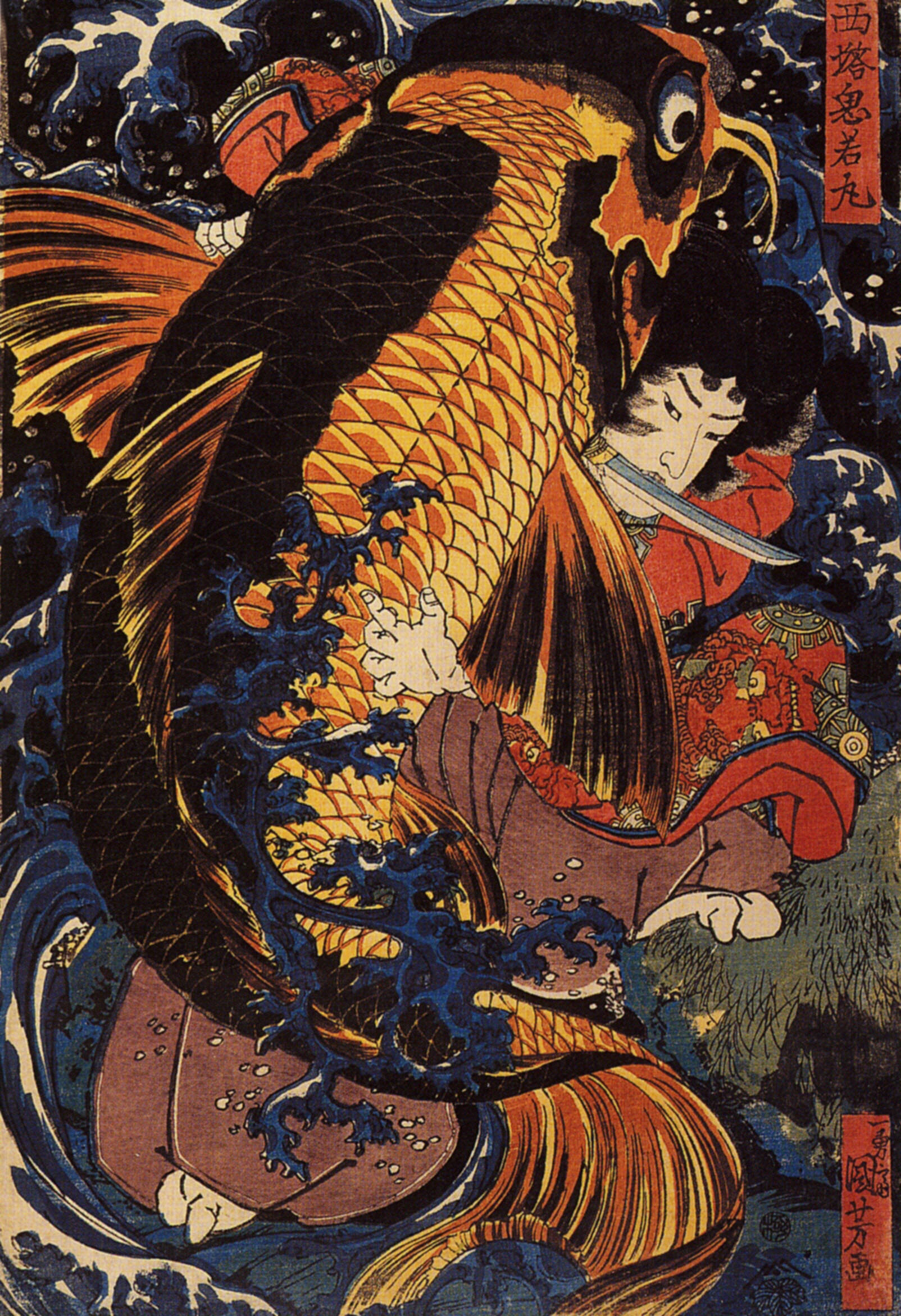
Il giovane Benkei combatte con la carpa gigante alla cascata di Bishimon
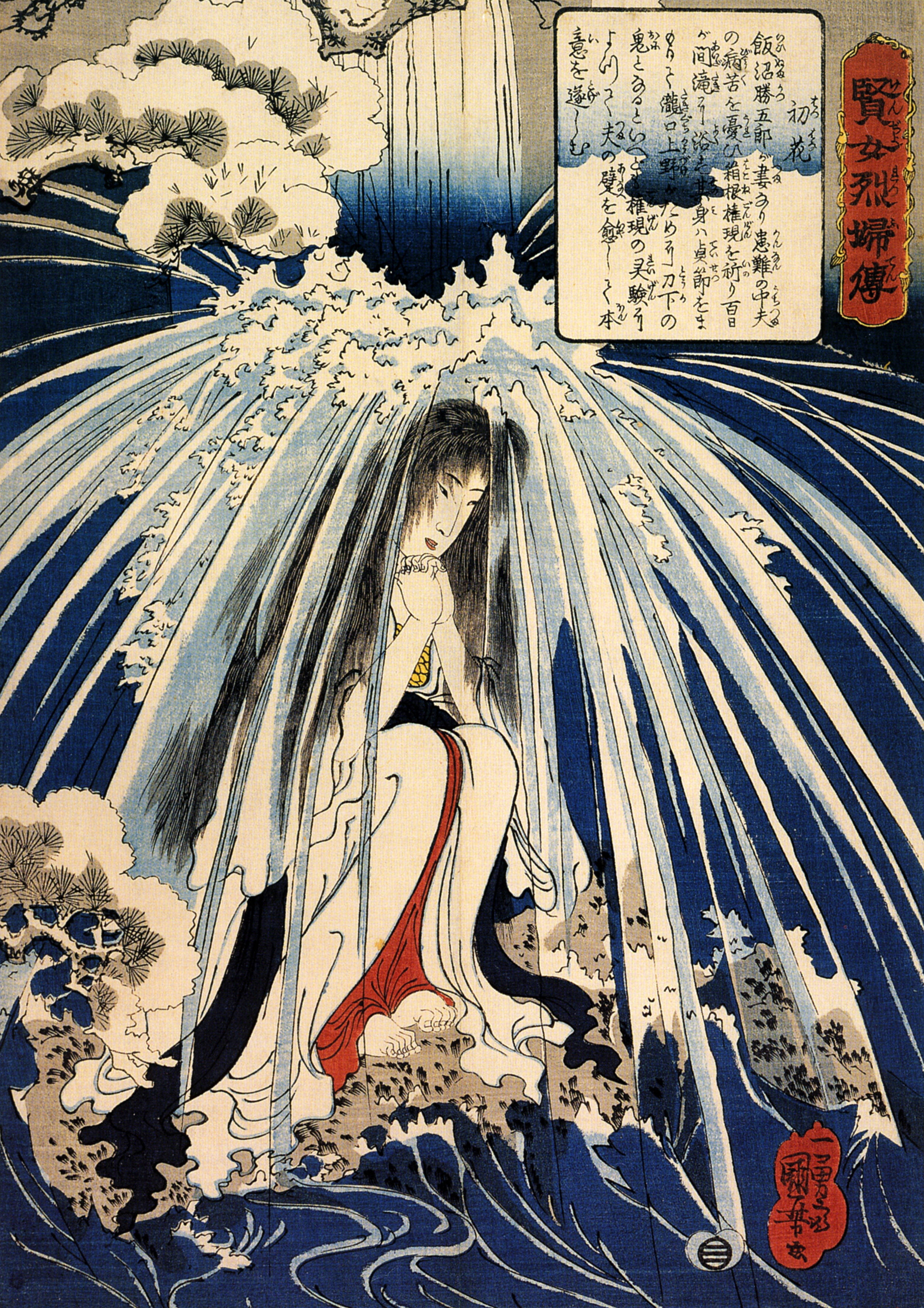
Hatsuhana in penitenza alla cascata di Tonosawa
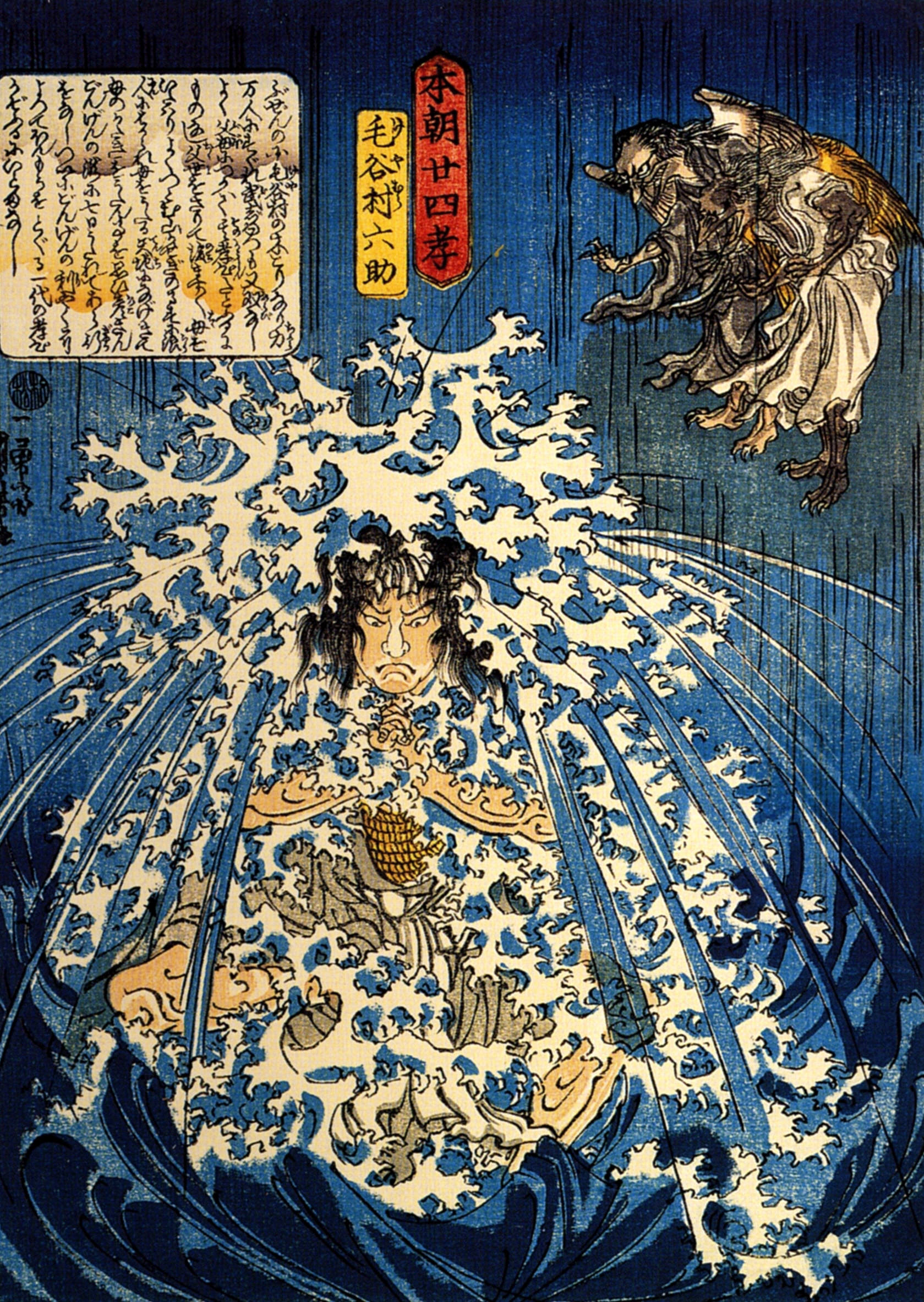
Keyamura Rokusuke sotto la cascata di Hikosan Gongen
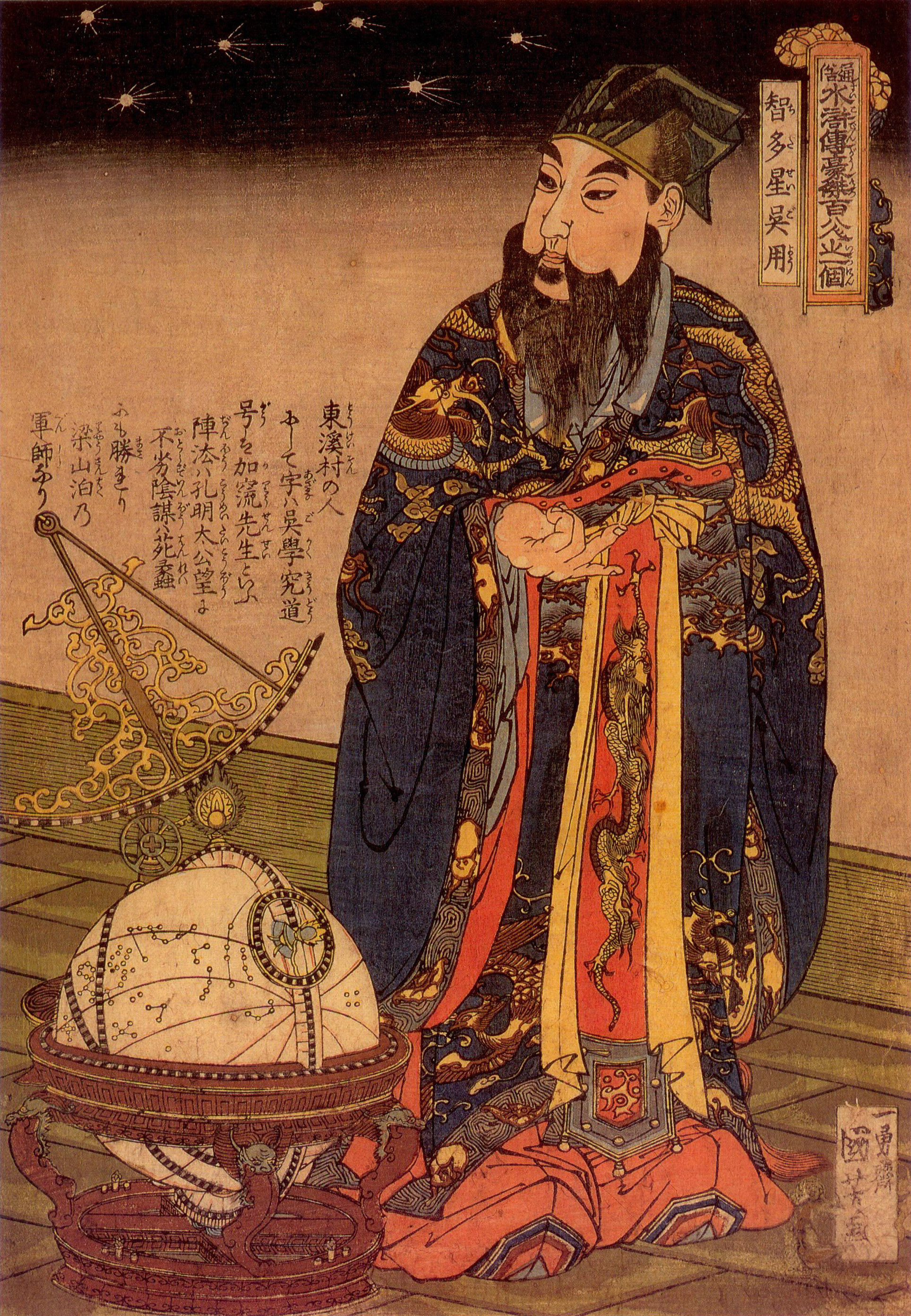
Ritratto di Chicasei Goyô (Wu Yong) (1827–1830)

### Temi
Le opere di Kuniyoshi possono essere analizzate anche per temi: 
Gatti
I gatti furono un soggetto molto amato, talvolta ritratti in pose usuali, talvolta rappresentati in modo fantasioso.

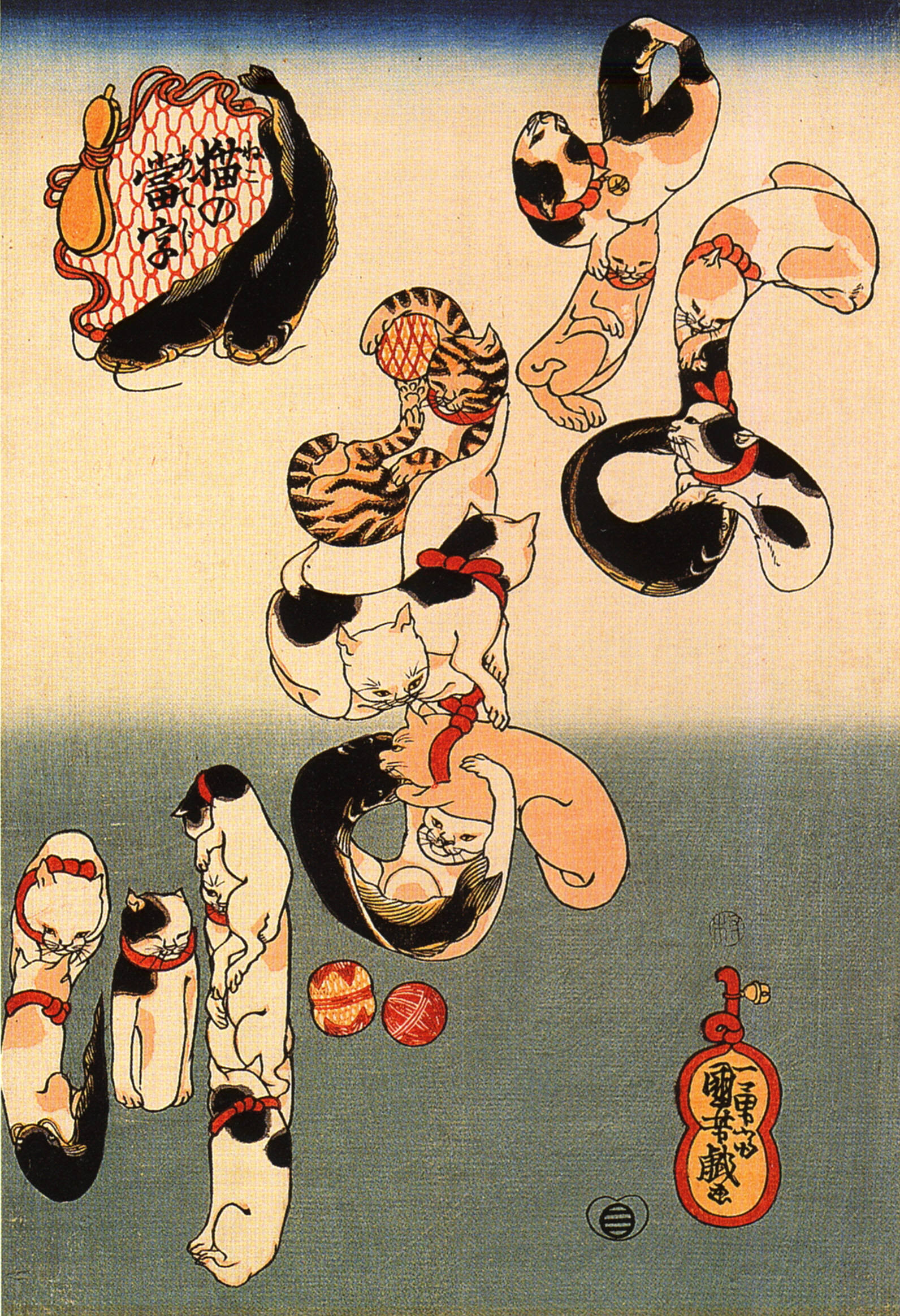
Figure di gatti che formano la parola "Katsuo" ("pescegatto")
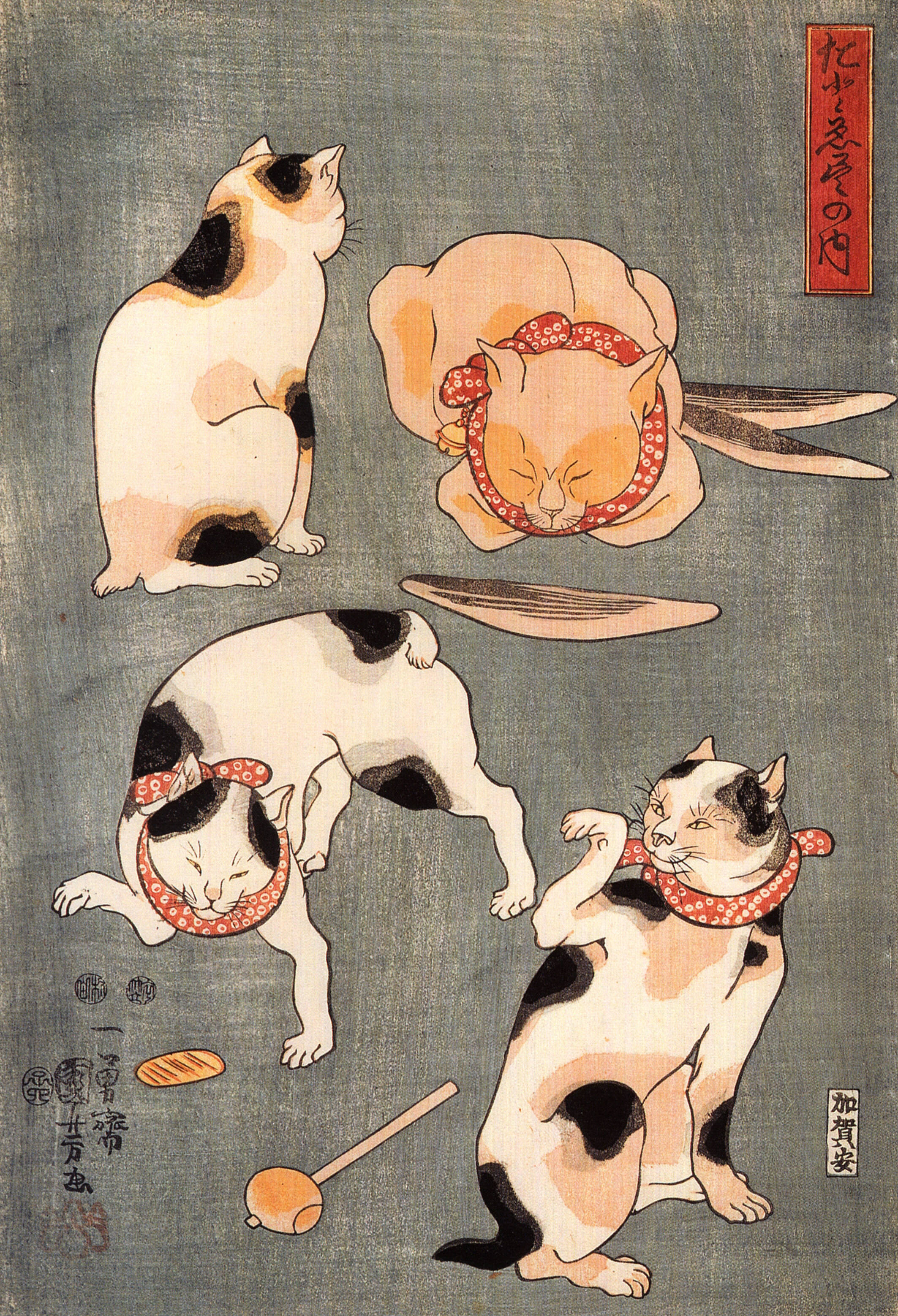
Quattro gatti in differenti pose illustrano 4 proverbi giapponesi

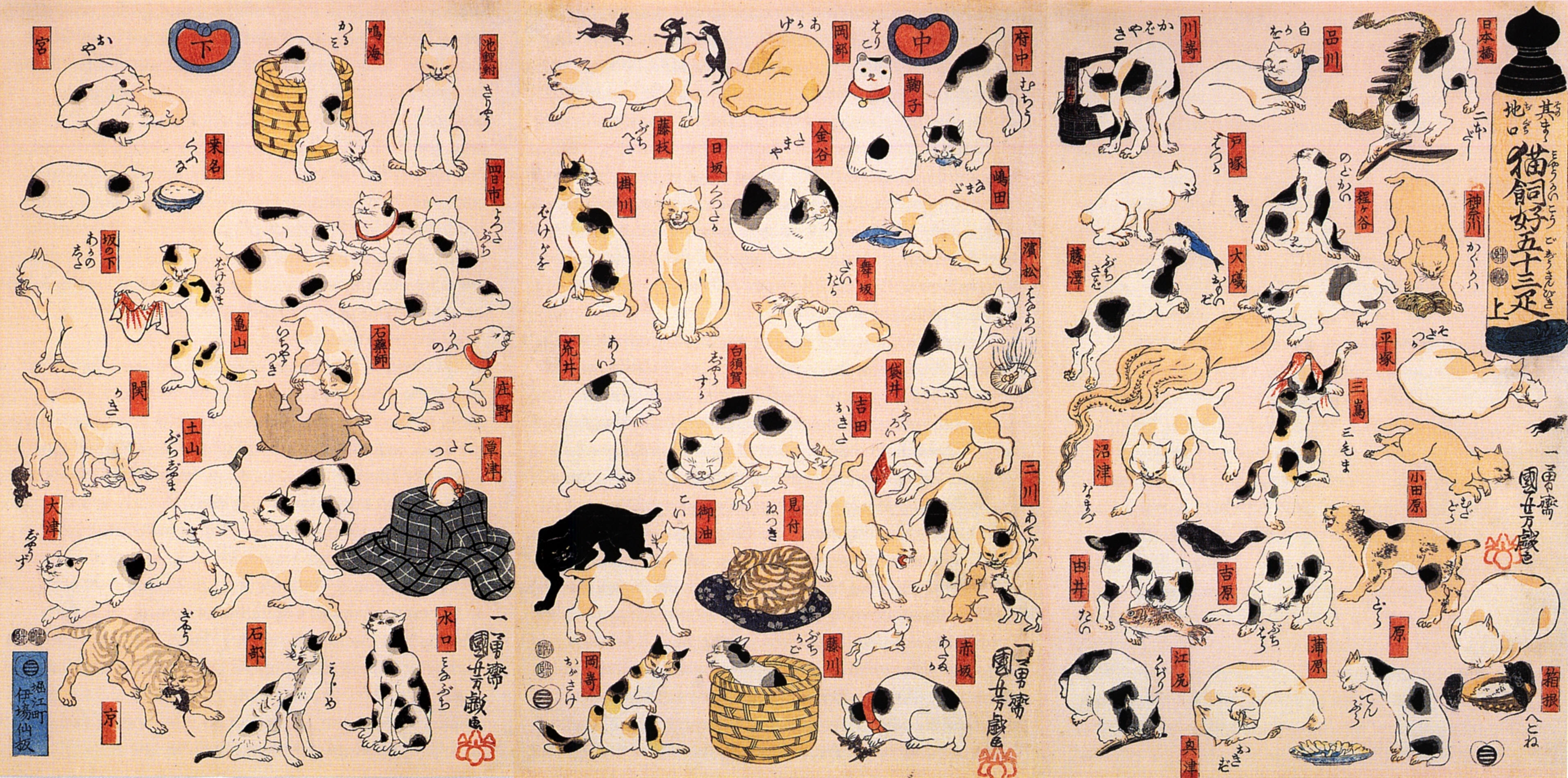
I gatti presentano le Cinquantatré stazioni del Tōkaidō - Trittico

Caricature

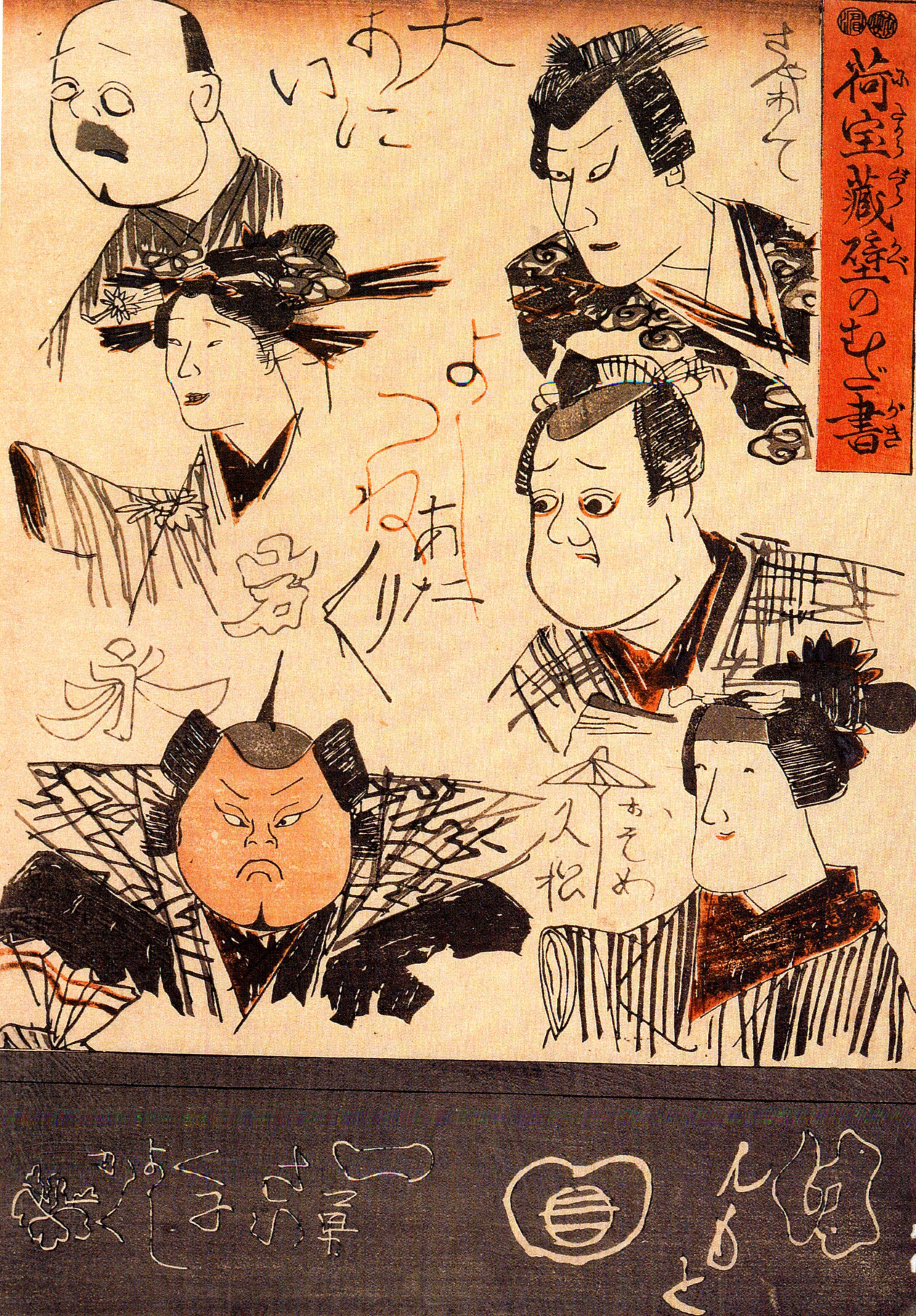
Scarabocchi sul muro del magazzino
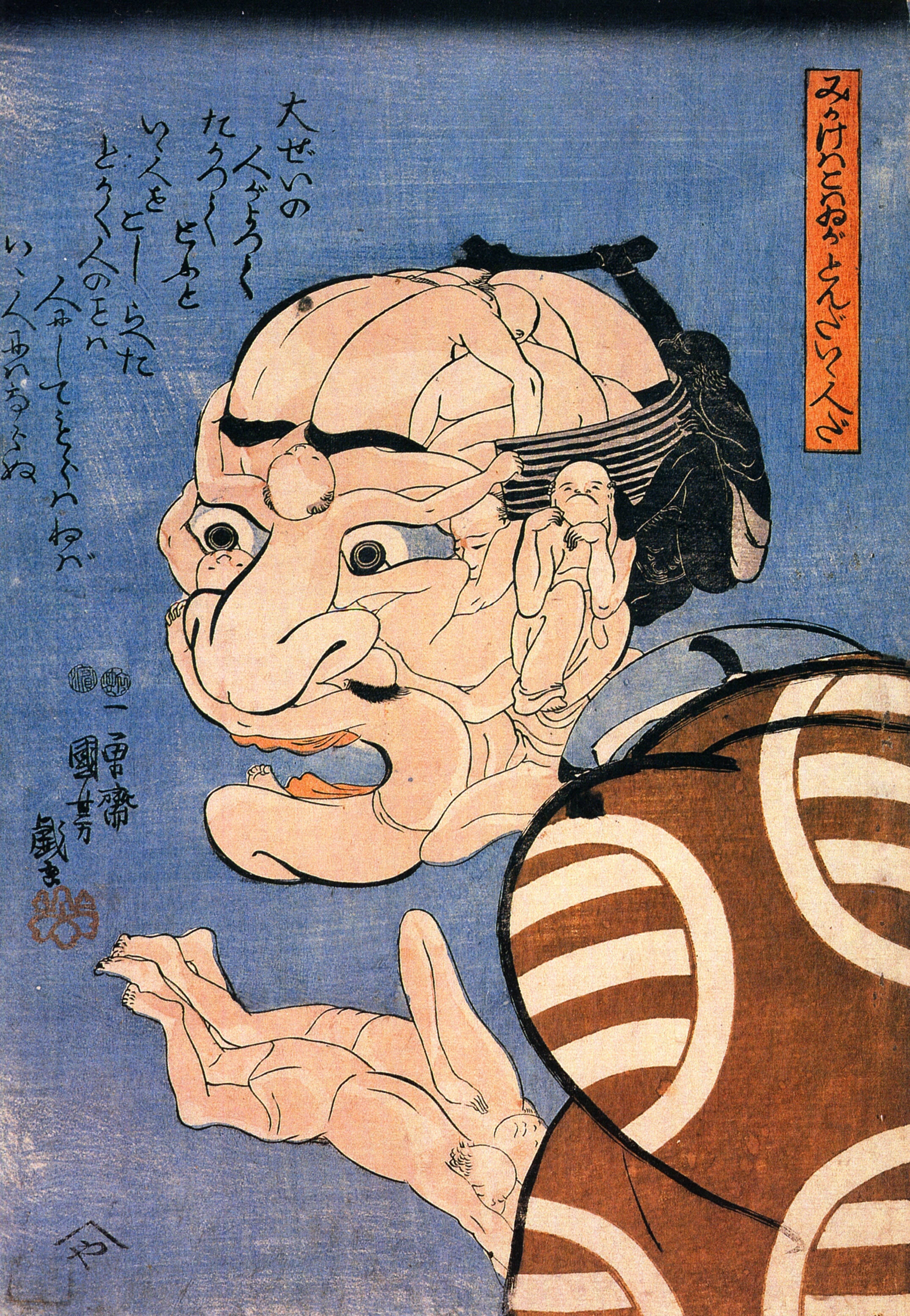
A prima vista sembra molto feroce, ma in realtà è una persona gentile

Il grottesco è talvolta il risultato dall'assemblaggio di figure composite e stravaganti realizzate per il gusto del gioco, come nel caso di questo volto costruito componendo numerosi corpi umani in diverse pose.
Eroi e samurai

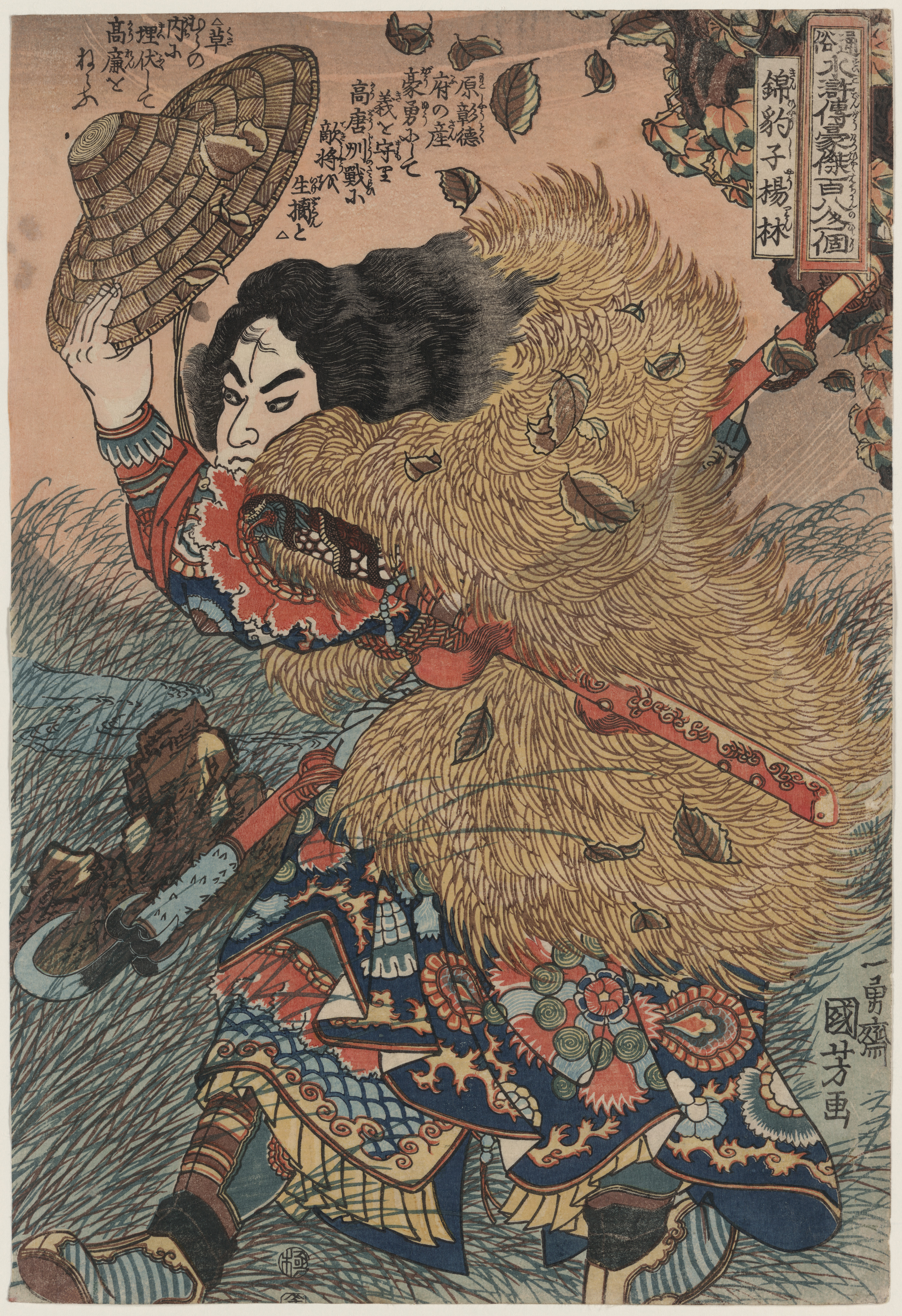
dalla serie Suikoden, Eroi del nostro paese
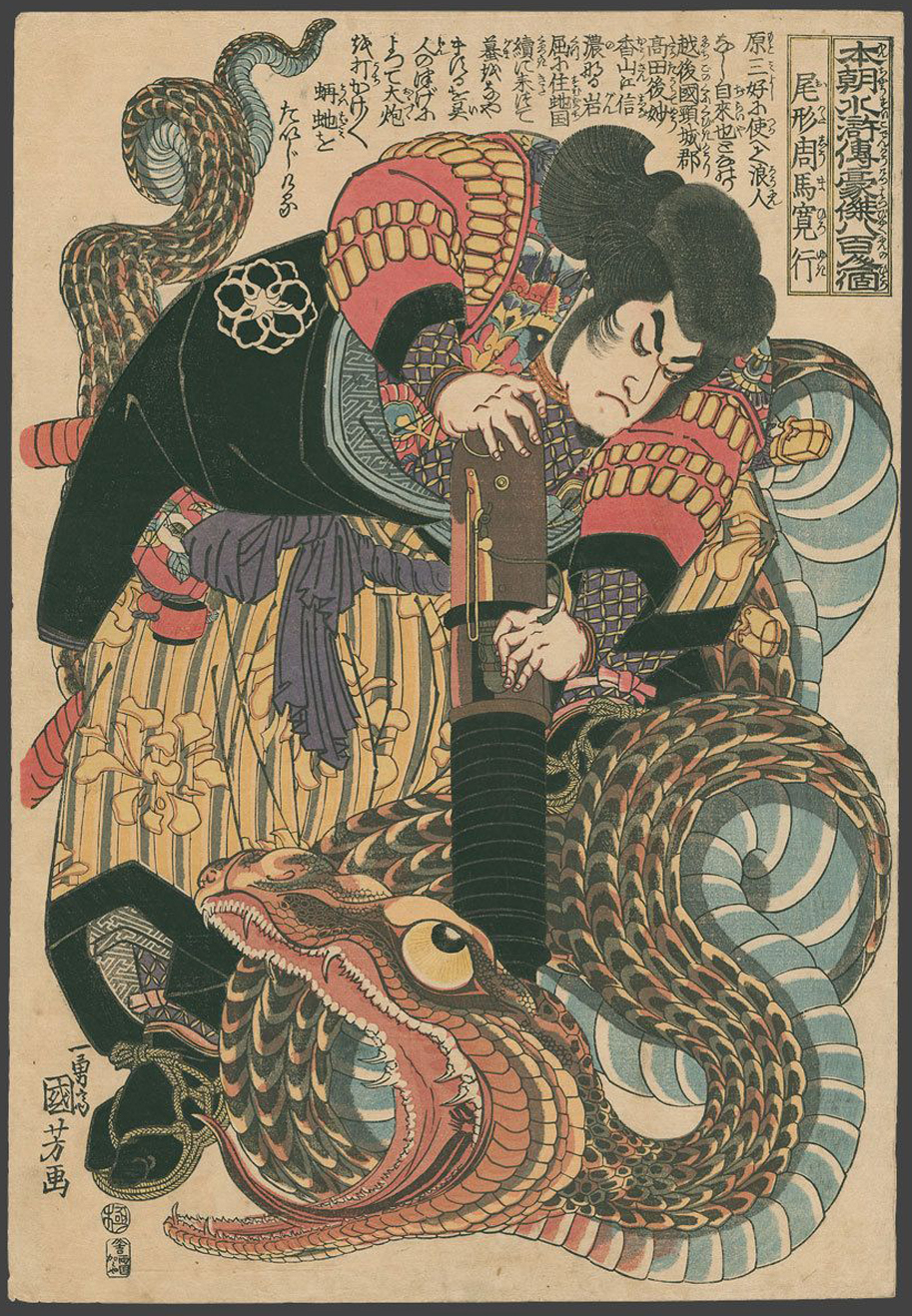
dalla serie Suikoden, Eroi del nostro paese

Sono qui ritratti alcuni dei 108 eroi del romanzo Suikoden, pubblicato in italiano con il titolo I briganti.
I guerrieri sono rappresentati con atteggiamento imponente, corpi muscolosi e spesso tatuati.
Shunga Utagawa è noto per le sue opere a tematica erotica, in cui illustra egregiamente il mondo del piacere nel periodo Edo. 

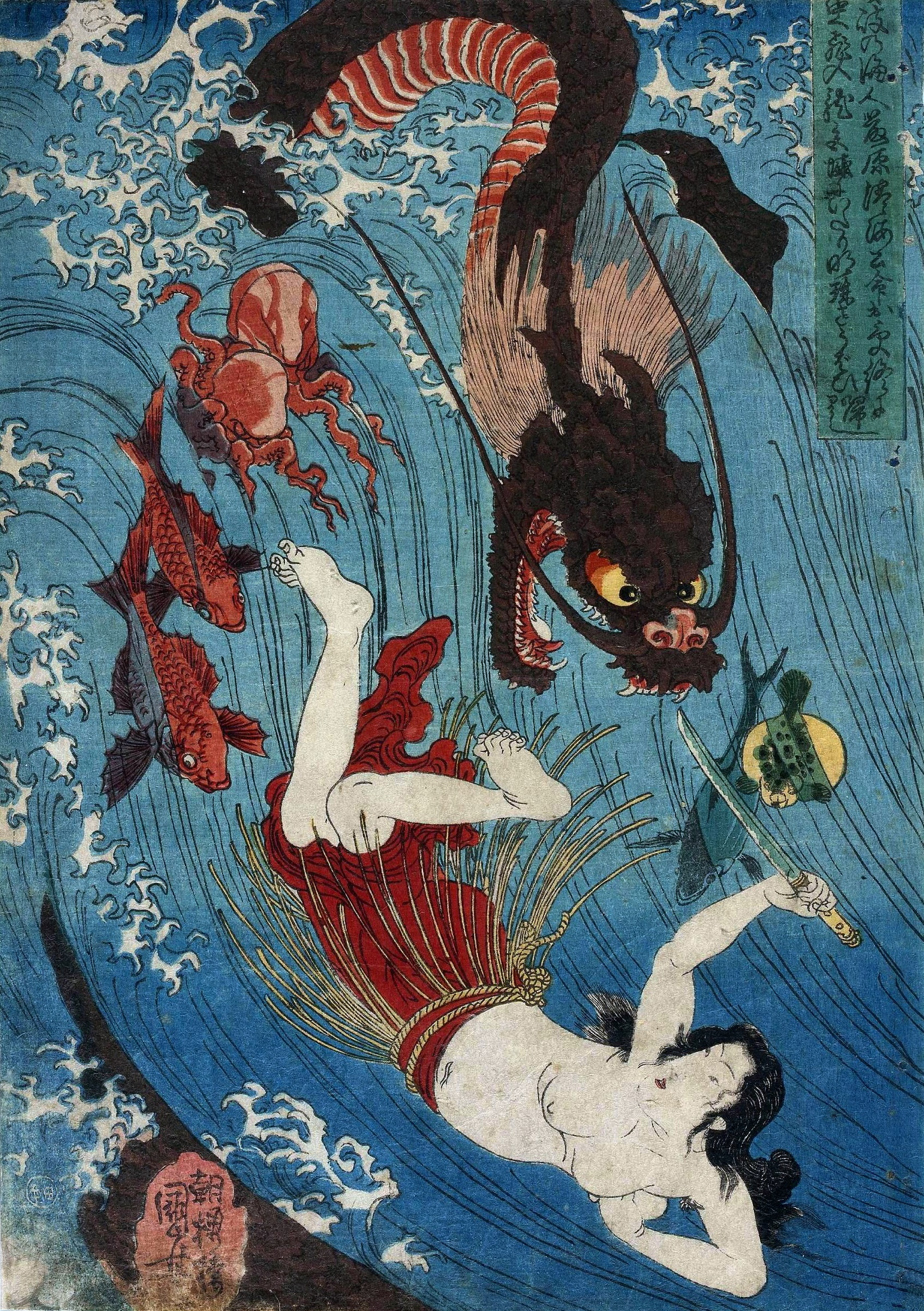
Tamatori in fuga dal dragone
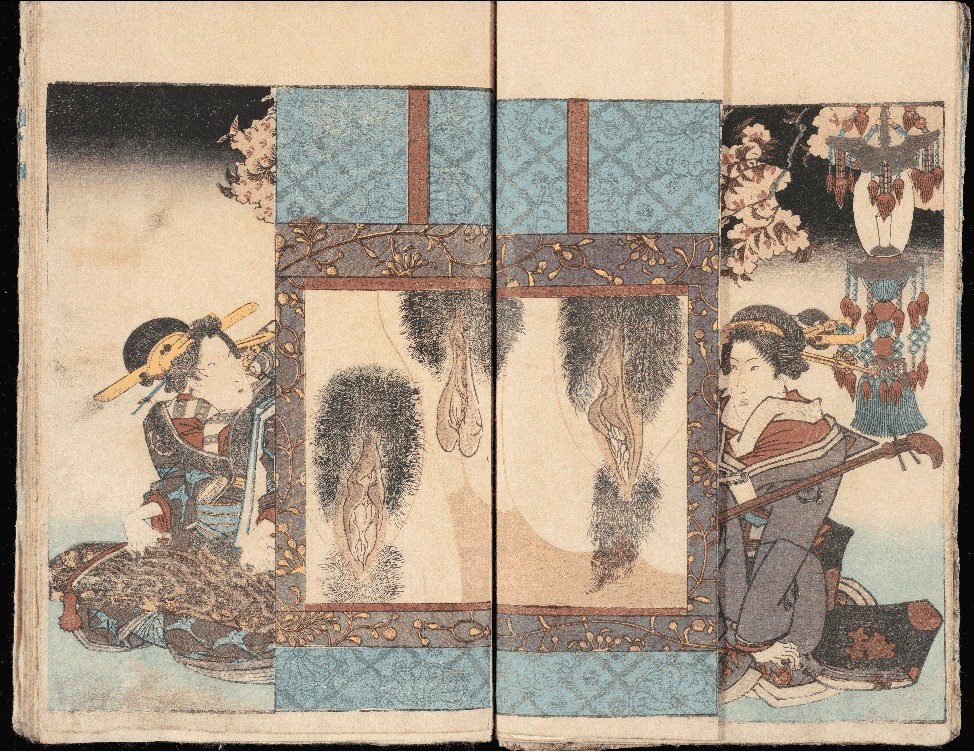
Crescita vigorosa della pigna erotica (Shunshoku matsu no sakae)
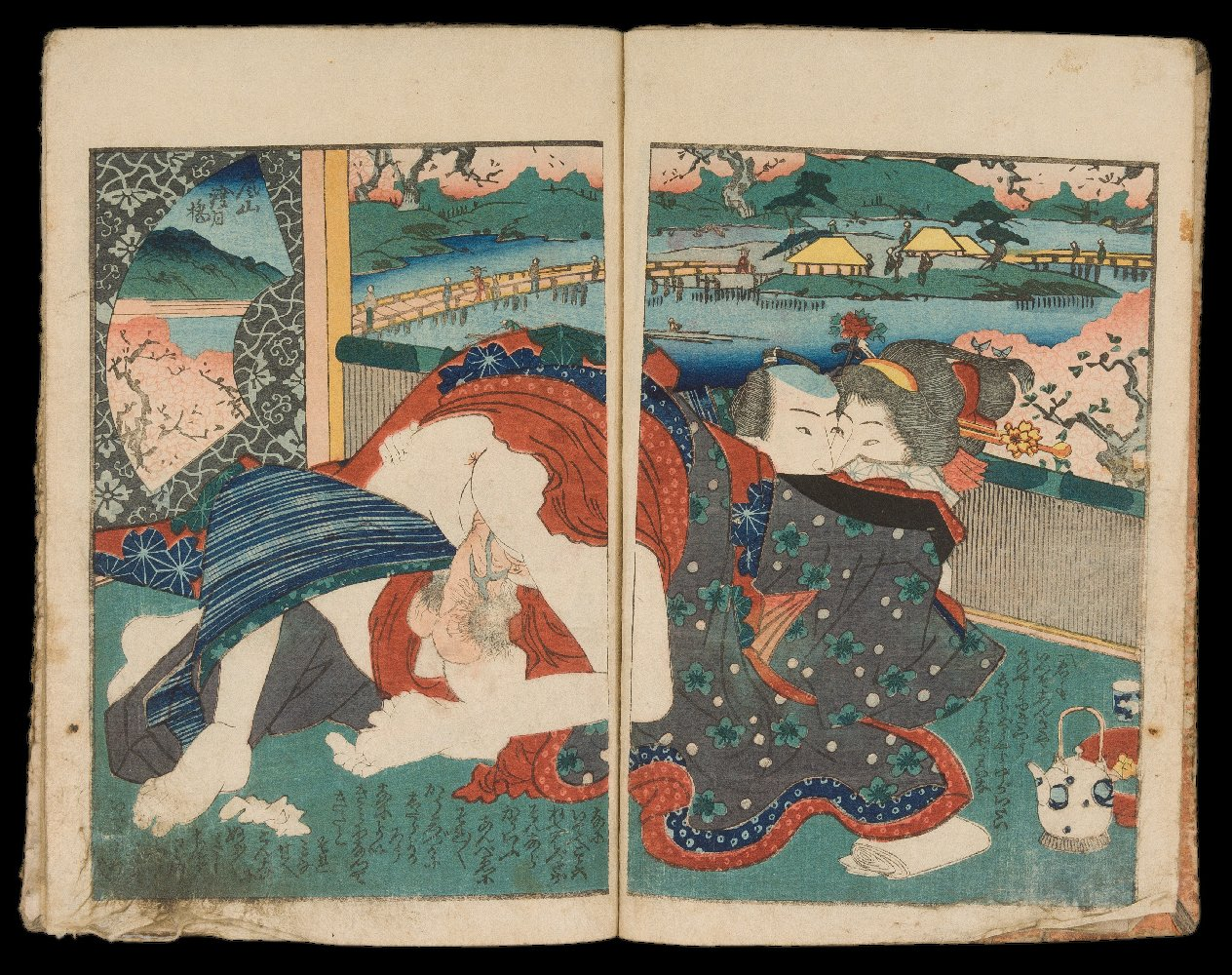
Connessioni erotiche tra paesi distanti (Shunshoku chisato no chigiri)